# 马来人至上
马来人至上（另译为马来人主权，爪夷文：کتوانن ملايو）是一种种族主义信条，认为马来人（巫來由人）是马来西亚或马来亚的主人或特权者（tuan）。华人和印度人构成了马来西亚的重要少数种族，被认为是承蒙马来人的恩惠，通过承认马来西亚宪法第153条裏规定的马来人优待，而获得公民权。这种交换通常被称为马来西亚社会契约。马来人至上的概念常常被政治野心家，尤其有影响力的巫來由人統一組織（简称巫统，或作馬來民族統一機構）所提及。
虽然该观念在马来亚独立前已存在，但这个名词直至2000年代初期之前并未成为流行。在历史上，对于这个观念最强力的反对声浪来自非马来人为首的政党，比如民主行动党，激烈反对种族主义观念；2000年代，多种族的人民公正党也反对马来人至上的观念，转而提倡“人民至上”（ketuanan rakyat）。马来人至上的观念在1940年代开始受到注目，马来人组织因将剥削马来统治者之政治权力而抗议马来亚联邦的成立，后来又为争取马来亚独立而战。1963年至1965年参组马来西亚的新加坡在人民行动党的领导下亦挑战了这个观念，引发了1964年新加坡种族骚乱。最后，时任首相东姑阿都拉曼以避免局势恶化为由，在1965年8月7日下令将新加坡州自马来西亚联邦中除名。新加坡在独立后由人民行动党续握政权。
1969年5月13日的五一三事件后，马来西亚宪法中有关马来人至上的部分（实际仅列明马来人特殊地位）得到确立，成为刚性条款，期间马来极端民族主义也有了发展，他们宣扬建立一个由巫统一党执政的政府，并强调只有马来人才是真正的马来西亚人。1970年代，马来西亚政府开始推行只是有利于马来人的新经济政策 。国家文化政策也强迫非马来人融合到马来族群中去。直至1990年代，时任马来西亚首相马哈迪开始推行马来西亚民族（又譯馬來西亞國族）政策，强调马来西亚人而不是马来人的认同。但在2000年代，政治野心家们开始宣扬马来人至上的观念，并公开谴责那些质疑马来西亚社会契约的政府官员。这个词语迟至二十一世纪初，才成为流行的马来语。

## 马来西亚的马来人
马来人占马来西亚人口55%，而且有许多马来祖先关联到马来群岛的其他地区。在历史上与当代，许多印尼人持续迁移到马来西亚。新加坡第一任总理李光耀在1960年代曾说过：「马来人仅仅在700年前，才大规模移居到马来西亚。在马来西亚39%的马来人里，有三分之一是较晚近的移民，就好像赛·查花·阿峇，他在战前从印尼来到马来亚，当时他已年过三十。」
马来人仅佔印度尼西亚人口的3.4% （参阅印尼族群）。在印尼的多数族群是語言風俗近似馬來人的爪哇族 （41.7%）与巽他族 （31.8%），其他少数的原住民族群包括：
- 马来人（3.4%，比起印度尼西亚华人人口3.7%更低）
- 马都拉人（3.3%）
- 巴塔克人（3.0%）
- 米南佳保人（2.7%）
- 巴达维人（2.5%）
- 布吉人（2.5%）
- 万丹人（英语：Bantenese）（2.1%）
- 班嘉（英语：Banjarese）（1.7%）
- 峇厘人（1.5%）
- 萨萨克人（1.3%）
- 马卡沙利人（1.0%）
- 井裡汶人（英语：Cirebonese）（0.9%）

其中有许多人，在他们原乡印度尼西亚并不自称为马来人，然而只要他们是穆斯林，依据马来西亚法律就被承认为马来人。在马来西亚，早期殖民者的人口普查分别列出许多族群，例如“马来人、波亚尼人、亚齐人、爪哇人、布吉人、马尼拉人以及暹罗人”。1891年的普查将这些族群合併成三个在当代马来西亚依然继续使用的类别——华人、‘澹米尔人及其他印度土著’、以及‘马来人及马来群岛其他土著’。这个分类是依据当时欧洲的观点，认为种族是一种具有生物基础的科学类别。从1901年人口普查开始，政府建议使用「种族」这个字替代在任何普查资料上面的「国籍」。
马来西亚宪法第160条定义马来人为一个出生在马来西亚的公民、普遍上使用马来语、信奉伊斯兰教与遵行马来风俗习惯，同时居住于马来西亚或新加坡。虽然该定义与祖先源由的背景大相径庭，然而就社会行为与价值观而言是正确的。定义上之所以有变化，可归咎于母语及宗教的传承，控制了大部分的普遍心态与社会行为规范。正因如此，宪法第160条将马来人团结起来，与其他族群隔开，成为地位居于优势的种族。在政治方面，马来人具有权威主导和统治其他种族，如华裔、印度裔、半島原住民等，这也明显呈现于马来西亚一政党巫统的全称：全国马来人统一组织（United Malays National Organisation）。

## 马来亚独立前

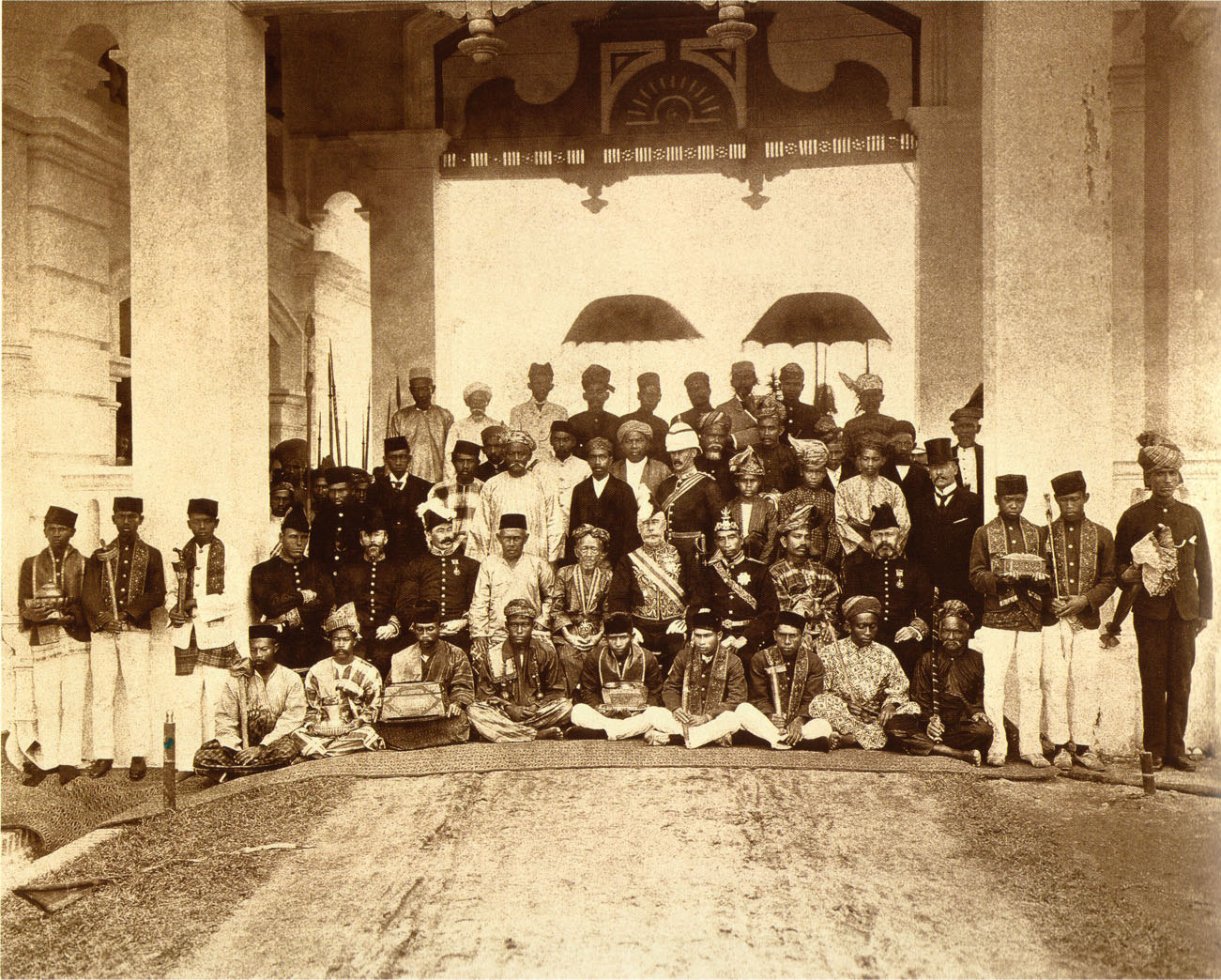
第一次馬來統治者會議，英国人承认马来君主拥有马来亚的主权。

### 早期馬來民族主義
馬來民族主義這種有組織的政治運動，在很早以前外國勢力入侵就已開始。在過去，其他族群大多未能感知這個馬來人至上的概念，華人和印度移民，構成整體人口的一小部分，並未將自己視為馬來亞人。由英國殖民地副國務秘書提出的報告，在1930年代初發現「非馬來人將馬來亞視為自己家鄉的人數，只佔整體人口的一個很小比例」。
雖然英國有效統治馬來亞，在法理上馬來人受到脅迫，在虛構的協議之下，接受英國政府透過代辦制度所施行的行政管理。英國高級專員休·克利福德爵士，展現了英國合理化對馬來亞殖民統治的意識型態。當他呼籲「在這個國家的每個人都要留意這個事實，這是一個馬來人的國家，我們英國人來到這裡，是應他們的馬來統治者殿下的邀請，這是我們的責任，幫助馬來人統治自己的國家」。表面上看來，在高級專員勞倫斯·吉爾馬德爵士口中，英國採取開放的「傾馬來人」政策，使馬來人具備能力，在馬來蘇丹國的行政和商業生活扮演其適當的角色。現實中，非精英馬來人卻感受到他們被殖民地政府的經濟與政治政策邊緣化，而且教育和職業政策是根據種族界線而區隔，不過儘管如此他們仍是英國統治的後盾。
土生的非馬來人社群為了爭取自治很快展開抗爭。1936年，馬來亞出生的印度裔社群要求高級專員申頓·湯瑪斯（Shenton Thomas）爵士分配合理比例的行政職位。湯瑪斯不但回絕此項要求，還稱土生印度裔為「外國人」。雖然英國似乎將華人視為「暫時的勞動力」，統計數據也指出大多數華人移民最終回到中國的祖居地，但是評論家認為土生的華裔人口當時正穩定增長；土生的印度裔社群佔馬來亞印度人口的20％，其他則為體力勞動者，具有跟同一時期華人類似的遷移原因，因此同樣大多受到忽略。
英國盡可能將馬來人降級到他們的“傳統”農民生活方式，限制其遷移、經濟企業和教育。這項政策一直維持著，這是基於這個信念，在印度的孟加拉地區的教育已導致不滿和反抗。他們只讓馬來統治階級參與政府和行政。儘管排除了非馬來人取得這些只具表面權威的職位，但是有許多公務員包括許多非馬來人，其中許多印度人是特地被引進來擔任這個職位。有一群歷史學家描述這種傾馬來人政策，僅僅是為了保護英國人的地位，而不是加強馬來人的地位；有許多特色呈現了英國的分而治之，保持“各種族彼此保有適當距離，在彼此有距離的和諧狀況下，具有各種不同的馬來亞工作成分”。
在1920年代，土生華人利用他們所擁有的龐大經濟實力，開始在馬來亞政府中發揮更大的影響力。在當時佔馬來亞人口39％的華人社群，大部分仍然包括許多短期居留的勞動者。然而，構成大部分土生華人的峇峇娘惹，希望得到政府的職位，並受承認為馬來亞人。有一位峇峇娘惹的領袖問道：「誰說這是一個馬來人國家？...當法蘭西斯·萊特船長來到檳榔嶼，他有找到馬來人，或馬來村莊嗎？我們的祖先來到這裡，擔任苦力而努力工作 – 並不以成為苦力而感到羞恥 - 他們沒有匯錢回到中國。他們在這裡結婚並花錢，而且以這種方式，政府能讓這個國家從叢林走向文明。我們已成為這個國家無法分割的一部分。這是我們的，我們的國家 ...」。馬來知識分子反對這種推論，聲稱這樣的推論完全是荒謬的，並提出一個類比，華人是石匠和馬來亞是一幢房屋。他們認為，一個領取工資的石匠，沒有資格分享他所建造的這幢房屋的所有權。因此，他們反對任何將公民權或其他政治權利賦予華人的提議。
有一群印度尼西亞的部族群體，如爪哇族和布吉人在整個19世紀和20世紀移居馬來群島各地，最迅速同化到馬來文化認同。最後，華裔馬來亞人的訴求似乎對英國人產生了一些影響。1927年，海峽殖民地總督提到了華人是“英屬馬來亞的土生居民”。:51-52
就在第二次世界大戰之前，馬來民族主義者開始強調「馬來人至上」，這曾經被視為理所當然。人們擔心，英國的政策似乎轉向建立一個共同的馬來亞國籍群體，包括華人和印度人在內。某些馬來人因此尋求保留現況，將英國人當成一個堡壘，以對抗非馬來人。另有人開始呼籲建立一個獨立與擁有主權的馬來國家，如大印度尼西亞”。

### 马来亚联合邦
第二次世界大戰後，英國宣布成立馬來亞聯邦，放寬移民政策，減少馬來統治者的主權，不承認馬來人至上，建立馬來亞成為英國的保護國。本地出生的居民，大多數華人和印度人將依據聯邦的屬地主義原則而取得公民權。馬來人對於將平等權利賦予所有人的這項保證感到不滿。甚至連他們的傳統行業—公務員，也開放給所有的馬來亞居民:37:42。在一開始，馬來人並不認定自己包括在「馬來亞人」這個標籤之下。
馬來人在政治上覺醒了，抗議這個聯邦的形成。在一場聚會舉起標語牌主張「馬來亞屬於馬來人。我們不希望將馬來人的權利和特權賦予其他種族」。:47有一個馬來人組織告訴英國人，聯邦的公民身份條款將導致「抹去馬來種族及其土地和統治者的存在」。:50有一群馬來保皇黨和公務員，在拿督翁惹化領導下，成立了馬來民族統一機構（或作巫來由人統一組織，簡稱巫統），以抗議馬來亞聯邦的形成。:38雖然聯邦按照原定計劃成立，但這項抗爭運動持續下去，在1948年，英國解散了馬來亞聯邦，以馬來亞聯合邦取代之。這個聯合邦恢復馬來統治者的主權，緊縮移民和公民身份限制，並賦予馬來人特權。:39儘管如此，英國人公開宣稱的目標，依然如同1946年：引進“一種共同的公民身份，開放給所有把馬來亞視為真正的家鄉以及效忠對象的那些人們，不論其種族為何。”:87
在馬來亞聯邦期間，對於「馬來人至上」和巫統所提出的有限度反對，來自泛馬聯合行動委員會（AMCJA）和人民力量中心（Pusat Tenaga Rakyat，简称PUTERA）的聯盟（各民族大聯盟[AMCJA- PUTERA]）。雖然人民力量中心的其中一個成員組織堅持「馬來人至上」如同馬來人「與生俱來的民族權利」，但該中心倡導賦予非馬來人平等的政治權利，於是加入泛馬聯合行動委員會成為聯盟。之後，英國拒絕聽取各民族大聯盟的意見，它退出了與英國人的對話，稍後發動一場大規模的聯合休業罷工，以抗議這個新政體在認知上的缺陷。聯合邦的成立，回應了他們的反對意見，各民族大聯盟於是解散。:59–66, 73
在組織馬來亞聯邦之前，非馬來人一般不參與馬來亞的政治和民族主義，這兩者基本上都屬於馬來人；他們更感興趣的是祖居地的政治，非馬來人從未明確公開支持馬來亞聯邦，但他們的沉默是一種對它的支持。AMCJA雖然大多屬非馬來人，但是並不代表馬來亞的大多數非馬來人社群。:68非馬來人對馬來亞的這種缺乏興趣或效忠，似乎合理化了「馬來人至上」— 馬來人自治。
一些歷史學家認為，聯邦的失敗使得華人意識到需要政治代表。在馬來亞聯合邦成立後不久，華人社群政黨馬華公會即告成立，旨在為華人爭取政治權利。有些人則認為，推動非馬來人參與馬來亞政治以及他們對某些權利的主張，主要驅動力是越來越多的土出非馬來人。前面提到的，同一份來自英國常駐國務副秘書長（殖民地事務）的報告提到，在馬來亞出生的非馬來人「從來沒有見過他們祖先的土地，而且他們主張自己的子孫應該得到公平待遇」。馬華的創會總會長陳禎祿是一位土生華人，他領導泛馬聯合行動委員會直到它解散為止。

### 走向独立
巫統最初的目標實現，確立為一個爭取獨立的政黨。與此同時，马来亚共产党（MCP）發動武裝叛亂，在馬來亞建立共產黨政府，情勢升高以至於英國政府宣佈马来亚紧急状态，這一直持續到獨立後。這場叛亂的特色在於明確的種族鴻溝；反對這場騷亂者幾乎完全是馬來人，而華人主導了共產黨隊伍。英國鼓勵建立社群联络委员会，成員包括來自各個社群的上層馬來亞政治人物，以解決敏感問題，特別是關於種族的議題。這個委員會針對許多問題進行協商，包括公民權、教育、民主和馬來人至上，以取得共識。最終，馬來人和非馬來人之間發生了一個「討價還價」，為了換取放棄「馬來人至上」，馬來人將獲得協助，縮小馬來和非馬來人社群之間的經濟差距。該會委員杜莱星甘後來說，「我和其他人認為，落後的馬來人應該給予更好的待遇。馬來人應當受到協助，以達到與非馬來人同等的地位，以開拓一個團結平等的馬來亞國家。」:82–84
問題繼續浮現。許多馬來亞華人青年受徵召入伍，以抵擋共產黨軍隊的攻擊，他們選擇逃離這個國家；大多數參與逃離者是受英文教育者，而不是受華文教育者。對馬來人來說，這顯示華人並未特別忠誠於馬來亞，因此合理化「馬來人至上」，升高了某些類似看法，這是介於那些主張激烈對付共產黨者以及共產黨支持者之間的明顯兩極化種族對立所導致的。:84
在1950年代初，翁惹化建議將巫統的會員資格開放給所有的馬來亞人，並改名為馬來亞聯合民族統一機構，這將會減損這個組織在追求「馬來人至上」的認同。但翁惹化隨即在一場內鬥中被擊敗，並於1951年辭職，創立馬來亞獨立黨。巫統主席由東姑阿都拉曼（通常稱為「東姑」）接任，他堅持最根本的馬來人主權。東姑關注那些對馬來亞缺乏忠誠的非馬來人，要求他們在取得公民權之前，必須澄清他們的效忠，他說：「對於那些熱愛並對這個國家忠貞不二的人們，我們將歡迎他們成為馬來亞人。他們必須真正成為馬來亞人，他們將享有如同馬來人的相同權利和特權。」然而，不久之後，在1952年，他似乎自相矛盾，並堅持馬來人保有他們的特殊地位：「馬來亞是為馬來人而存在，它不應該由一群混合的種族所治理」。

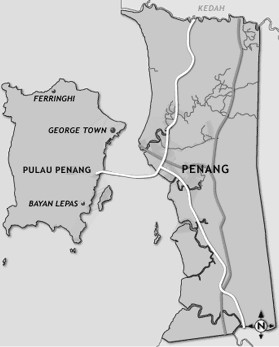
在1950年代，槟城有一群海峡土生华人发起分离运动，对抗「马来人至上」主义。

在此期間，一些土生華人對當地政治感到興趣，特別是在檳城，其中有一個活躍的華人分離主義運動。他們認同英國的成分比馬來人更多，尤其是他們被稱作外來者時，他們被激怒了。這些土生華人同時迴避了巫統和馬華公會，他們認為，雖然巫統和馬來極端種族主義分子熱衷於擴大馬來特權並限制華人權利，但是馬華過於「自私」而且不可靠。這些土生華人對於馬來亞與海峽殖民地的合併感到不悅，他們對於「為馬來人而存在的馬來亞」並沒有歸屬感，在馬來亞他們並未被認定為土著（土地之子）。一位土生華人領袖憤怒地宣佈：「比今天生活在這裡的百分之九十九的馬來人，我可以說更像是檳城之子（anak Pulau Pinang）。」隨著政府強力反對分裂，這項分離主義運動到最後逐漸消失。
有些人建議，非馬來人並沒有感到忠於馬來亞，因為他們認為自己並不具有馬來亞國籍，並嚴格遵守自己的族群文化背景。為解決這個問題，在1952年幾乎所有本地出生的非馬來人都被授予公民權，並禁止雙重國籍，迫使非馬來人在馬來亞及其祖居地兩者之中選其一:88–90。與馬來人的假設恰恰相反的是，大部份非馬來人選擇留下來，證明他們效忠馬來亞。
當馬來亞展開自治，英國在此地啟動了成員系統，仿照內閣制，如同社群聯絡委員會（CLC），它引進不同社群的成員，這在後來被描述成，為獨立後的多族群馬來亞與馬來西亞內閣的權力分享制度，立下一個先例。與此同時，英國也開始為馬來西亞教育樹立一個框架，這個教育系統將會創造「一個共同的公民意識」。然而，他們委託巴恩氏撰寫的《巴恩氏報告書》，遭到華人社群強烈反對，因為它「充滿了馬來民族主義」，並鼓吹「馬來人至上」。受到華人贊同的《方吳報告書》，卻未受到馬來人批准。最後，在華人抗議聲中，巴恩氏報告所建議的以英語為媒介語的「國民學校」依據1952年的教育條例而設立，對華人來說，最感氣憤的是國家拒絕提供經費給非馬來文源流學校。1956年，由阿都拉薩為首組成一個委員會，重新評估教育體系。這本《拉薩報告書》建議，允許各語言源流小學繼續經營，但其教學大綱與國民學校相同。各語言源流中學不會受到政府資助，只有國民中學才會獲得資助。華人社群極力反對《拉薩報告書》，發動有組織的反對運動；馬華公會拒絕加入反對這個報告書的行列，因此在往後的國會選舉丟失了一些華人為主選區的議席。:90–91, 107–111儘管如此，《拉薩報告書》的建議大多成功施行，而且直到最近依然持續著。

### “马来人至上”的可能起源
根據許多歷史學家的看法，導致族群衝突和「馬來人至上」的根本原因在於缺乏馬來人與非馬來人的混血人群。一個例外就是土生華人，他們設法合理地同化，儘管這個同化過程歷時600年，包括通婚在內。根據《明實錄》，土生華人的祖先是明朝皇帝送給馬六甲蘇丹的“禮物”，當作對於明朝與蘇丹國的雙邊關係以及馬來主權的認定。當時，大多數土生華人都是在英國統治下的富裕商人，而不是體力勞動者，而且有許多土生華人習慣說馬來語，穿著馬來風格的服裝，並偏好馬來食物。
英國的教育政策隔離了不同的種族 – 對馬來人提供最低限度的公共教育，並讓非馬來人自己經營教育 - 沒有提供教育上的經費協助。馬來人，主要是農村居民，並不被鼓勵與大多居住在城鎮的非馬來人往來。 馬來人的經濟困窘，使他們遠離富裕的華人，並煽動其種族情緒。
另一個促成「馬來人至上」的因素是二次大戰期間日本的佔領。這場戰爭「透過加強地方自治主義和種族仇恨，喚醒馬來亞人民敏銳的政治意識」。日本的政策「將馬來農民加以政治化」，蓄意煽動馬來民族主義的火焰。兩位馬來歷史學家寫道：「日本對華人的敵意行動，以及他們顯然對馬來人給予優惠待遇，有助於使華人社群更敏銳感覺到他們的獨立身份 ...”一位外國評論員同意這個看法，他指出：「在日本佔領期間 ...馬來人民族情緒已成為事實，這是強烈的反華情緒，它的口號是：「為馬來人存在的馬來亞」…」

### 联盟
雖然巫統支持馬來人至上，但它與馬華公會及馬來亞印度國大黨組織了一個“聯盟”（Perikatan），角逐1955年聯邦立法議會選舉。這讓許多人感到驚訝，因為馬華曾極力堅持對所有公民賦予平等的政治權利。當時的馬華公會總會長陳禎祿是個海峽土生華人，儘管他不像分裂主義者那麼極端。雖然一開始時受到排斥，人們認為這只是為了政治而草率結合，但是該聯盟贏得全部52個席次的其中51個。唯一剩下的席次由泛馬回教黨取得，這是一個強烈主張馬來人至上的政黨。非種族政黨在這場選舉的徹底挫敗，導致這個聯盟認為當時的政治氣氛不適合多種族政黨。由幾個單一種族政黨所組成的聯合政府，由這些政黨領導人私底下斡旋妥協的決定，被認為更穩定且更適合馬來亞政治。在這場選舉之前，在馬來亞獨立黨在地方選舉敗給聯盟之後，拿督翁惹化改變了他的方針，組織了马来亚国家党。這個新政黨提倡強力的傾馬來人政策，承認馬來人的政治優勢，但是馬來亞國民黨未能動搖該聯盟對權力的全面掌握。然而，有些人認為馬來亞國民黨的主張，有助於巫統政治人物傾向於更激進的傾馬來人政策。:94–97英國人則堅持只將政權交給一個多族群政府，而且認定聯盟符合這項要求。

## 马来亚独立

### 独立与宪法
馬來亞聯合邦於1957年正式由大英帝國獨立。這個新國家的憲法所載條款，如第153條，保證馬來人具有某些特權，這是一種優惠待遇。起草憲法的里德委員會指出第153條是暫時性質，而且應該在獨立後十五年交由馬來西亞國會重新評估修訂。憲法本身並沒有明確說明這一點，但是，也沒有清楚說明第153條的目標。這個條文確實宣稱所有的馬來亞人在法律之前一律平等，但未提及「馬來主權」或任何其他有關「馬來人至上」的概念。屬地主義的公民權 – 將公民權賦予任何出生於聯邦者 - 也是被理所當然的，雖然不具溯及既往的效力，但這是馬來人的重大讓步，他們在馬來亞聯邦時期曾大力反對屬地主義的公民權。:113
另一方面，馬來文和伊斯蘭教成為國家語言和官方宗教，但是馬來統治者依然在位。這是採取意味著馬來人被賦予尊重，是馬來亞具決定性的人群 – 換言之，成為馬來亞人將會如同成為馬來人 – 而且在許多人眼裡，對馬來亞賦予一種馬來人身份。一位學者提出：「馬來人具有一種根深蒂固的感覺，只有他們是這塊土地之子（bumiputera），因此對這片土地具有某些特殊權利。」事實上，東姑阿都拉曼于1964年表明：「所有人都了解，這個國家，就它的國名、它的傳統和性格來說，是馬來人...在任何其他國家，外來者試圖主宰經濟和其他領域，到最後會發生來自土著人民的激烈反對。但馬來人並不是如此。因此，做為回報，非马来人必須明白馬來人所佔的這個位置...」。有者提議，馬來西亞國籍並沒有出現，因為「馬來西亞所有的國家象徵均來自馬來傳統」。
這些憲法規定，現在被稱為「馬來人議程」，仅引發了非馬來人的極少不滿，儘管其中大多數人取得公民身份，從而在憲法的意義下，成為理論上等同於馬來人的公民。這可能歸因於他們接受了社會契約，其中一位歷史學家寫道：「在社會精英層級，非馬來人暂时承認馬來人基於他們的土著地位，具有政治上的優越地位，馬來西亞政體將具有馬來人風格...馬來人將確保在州議會和聯邦議會的安全多數席次...馬來人將控制政府的最高職位以及...聯邦內閣的主要部長職位」。有一位馬來人歷史學家寫道：「做為回報，華人獲得的東西，比起東南亞的海外華人所夢想的還要多----平等的公民權、政治參與和席次配額、未受損害的經濟機會，並容許他們保有語言、宗教和文化組織」。
一些人表示對第153條感到不安；就在獨立之前不久，《中國報》指出，雖然這些特權在建設一個國家的初期，可能是情有可原的，但假使「這些特權並沒有列出實施的年限，或並未明確界定特權的範圍，往後將萌生層出不窮的糾紛」，《中國報》並主張這些特權終將分裂（而不是團結）馬來亞人」。儘管如此，在獨立的當時，有一些歷史學家認為，「當時確實存在著一種真正的共同公民權、共同願望、共同命運的意識」。這個美好景象不久之後就要改變。

### 合并
1961年，當馬來亞政府開始討論與當時的英國殖民地新加坡、沙巴、砂拉越、文萊的合併方案，族群權力關係的問題再次浮現。這個與沙巴及砂拉越共同成立「馬來西亞」的提議在十多年之前就已提出，先前的協商無果而終。新加坡人並不渴望受到他們所認為的馬來人政府所統治。然而，直至1961年，新加坡逐漸接受加入馬來西亞的想法，主要是因為當時流行的觀念，以工業為主的新加坡如果得不到馬來亞市場将無法生存。
馬來亞政府並不熱衷於讓具有大量華人的新加坡加入新的馬來西亞，以致將馬來人推到一個新的少數民族地位。許多馬來人感到不安，以馬來人為主導的武裝部隊和警察，可能把它們置於一個危險境地。也有人認為，在一些更富裕的華人加入這個國家後，可能将进一步加劇馬來人經濟較差的狀況，這讓重大的不滿浮上檯面。馬來亞決定透過與沙巴和砂拉越合組這個新國家以解決這個問題，而這兩個英國殖民地具有大量的土著人口，政府一并認定他們是「馬來人」。實際上根據 馬來西亞憲法第160條，這些土著大部份不是馬來人，主要是泛靈論者或基督教徒，而不是成為馬來人所需的回教徒。為解決這個問題，政府擴大了它對「馬來人」的非正式定義，以便將這些人含納進來。此後，马来亚政府使手段，让更多基督教徒成为伊斯兰教徒，以扩大马来人的势力。
沙巴人和砂拉越人無法明確看清他們將如何從合組新國家來獲益，認為馬來亞只是為馬來人而成立，這個群體並沒有包括他們在內。「馬來西亞」幽靈—這個字詞裡的「馬來」被認為是可怕的—其官方宗教是回教，官方語言是馬來語，完全不能安撫他們對於「馬來人支配」的恐懼。為了讓合併發生，他們堅持沙巴和砂拉越的土著被賦予如同馬來人的特權。沙巴和馬來亞政府達成《二十点协议》，稍後砂拉越也同意了略為修改的18點協議。經過多次談判和英國表示支持合併，僵局得到解決。雖然婆羅洲土著未能獲得馬來人的特權，不過合組馬來西亞已於1963年9月16日生效。

### “马来西亚人的马来西亚！”

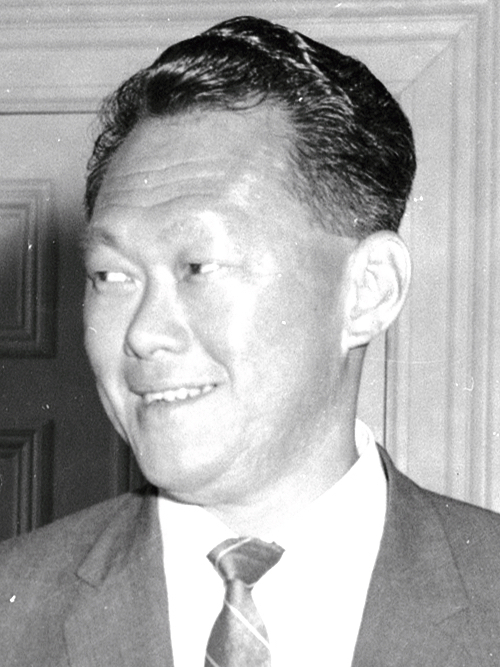
新加坡州首席部长李光耀公开反对「马来人至上」政策，并宣传「马来西亚人的马来西亚」的观念。

在1963年新加坡州选举中，以巫統為首的政黨联盟通过新加坡联盟党挑战执政的人民行动党。巫统政治人物积极在新加坡为新加坡联盟黨拉票，聲稱虽然执政的人民行动党政府表面上是多种族的，卻是由華人所主導，在新加坡的马来人常被视为二等公民。不过，所有由巫统支持的马来裔候选人全數败給人民行动党。許多人民行动党党员認為，新加坡联盟黨違背了先前所協議的不会分別在新加坡和马来西亚参选，于是人民行動黨决定在1964年马来西亚大选中参选。虽然人民行动党在造势大会中吸引大批群众，但在大选中僅僅赢得一个席位，由代表孟沙选区的蒂凡那胜出。某些历史学家认为，当时财政部长及馬華公會会长陈修信向华人呼吁，避免挑战马来人的特權，以免承擔与印尼合并这个危险，此番言论有助马来亚华人公会保持其地位，继续做「马来亚半岛中無與爭鋒的华人领袖」。巫统领袖对人民行动党非常愤怒。
新问题很快就浮现。新加坡政府与人民行动党领袖李光耀公开表示反对「马来人至上」，提倡一个「马来西亚人的马来西亚」，而不是一个马来人的马来西亚。他辩称：「马来人仅仅在700年前，才大规模移居到马来西亚，他们的祖先都是印度尼西亚人。在马来西亚39%的马来人里，有三分之一是较新的移民，就好像赛·查花·阿峇，他在战前从印尼来到马来亚，当时他已年过三十了。因此如果某一个种族认为，他们较有资格自称为马来西亚人，而其他人成为马来西亚人全是靠他们的恩赐，这是错误與不合邏輯的。」
李其后叹言：「马来西亚属于谁？是马来西亚人。谁是马来西亚人？我希望我是，議長先生。但有時當我坐在议事廳里，我质疑自己究竟是否被容许成為一个马来西亚人。这个疑虑懸在很多人的心中……一旦这些情绪转化成行动，人与人沿著這些未說出口的路線彼此斗争，所导致的战争会從上到下分裂這個國家，並使马来西亚瓦解。」然而，有时候李光耀却因发表自己的种族言论使得情勢惡化，其中許多批评马来西亚的种族架构，提醒聽眾非马来人在當時已占多数（61%），並且多于马来人（39%）。有一次他说：「为什么我们要回到以前的新加坡，致使在马来亚的非马来人沦为少数？」当时人民行动党和巫统关系已经紧张，李光耀經常要求联邦政府严厉打击马来西亚極端种族主义者，其中包括巫统领袖赛查花阿峇和赛那昔，致使情况更加恶劣。
李光耀的言论令很多人不满，尤其是联盟的政治人物。陈修信称他为「马来西亚和马来亚歷史上最大的扰乱者」。东姑认为李光耀的立场太激进，而巫统政治人物觉得他用言论来吸引马来西亚华人的注意。李光耀关于马来新移民的言论遭到严厉驳斥。阿峇表示：「将马来人和其他人归在同类是一種侮辱……」巫统的喉舌《马来亚独立报》（Malaya Merdeka）提出警告：「如果马来人受压，利益不受保障的话，他们可能会尋求把马来西亚和印尼合并起来。」这说法足以证明，马来西亚的马来人，他们的祖先都是来至于印度尼西亚。东姑对這個說法甚感恐惧。对他而言，马来西亚的極端种族主义者並不是真正的极端主义者，真正的威胁是那些寻求建立「大印度尼西亚」来「教训」华人的人。
种族關係的緊張导致新加坡的1964年种族暴乱，其后人民行动党的马来政客奥斯曼渥暗指暴乱由马来西亚的种族主义者所策划。暴乱后一年，緊張局面继续升高。赛查花阿峇表明：「无论身在何处，我是马来人。」李在议会中严厉反驳道：「如果我到处说他说的话：『无论身在何处，我是华人』，我们会遭受什麼待遇？但是我不断提醒人民，我是马来西亚人。我正在学国语（Bahasa Kebangsaan，指马来语），我接受宪法第153条。」
李光耀坚持自己并不反对马来人特权和宪法第153条，他表示：「假使這些移民社群……未能看到這些问题，假使他们不能感受身為一个贫穷马来人的滋味，而且不同情他，我可以说，馬來人很快会把不满果断地表露出来，整个国家将会陷入混乱」。联盟人士很少认真思考他的言论。不過巫统政治人物坚稱，一个「马来西亚人的马来西亚」表示完全平等的社会，导致马来人的特权將被剥削。联邦官员施努认为，李光耀所提倡的平等会阻止马来人经济參與的可能性：「我们所想要的是机会，一个为人民谋取經濟財富的机会。」施努譴責李光耀先前表示自己天生就是马来西亚人的身份，施努问：「李光耀今天所享有的权利並不是从天而降的，是人所赋予的。他难道不感激本国的原住民吗？」李光耀回应说：「不，我不是在接受别人的款待，我在这里是我的权利。马来西亚百分之六十一的人民必須堅持这一点，否则会失去一切，会失去未来」。有些人（当中包括赛查花阿峇）继续持着施努的立场，把马来人称之为「家中之主」，其对向李光耀这样的外人（bangsa asing）或寄居者（orang tumpangan）的款待遭到滥用。这番言论引起内阁成员林瑞安的反驳，坚持他们「是共同业主，不是寄宿者，不是客旅。」
有些人不同意巫统的立场。依士迈·阿都·拉曼向议会说道：「联盟和人民行动党兩方面都服膺這个『马来西亚人的马来西亚』的概念」，但具体方法不同。依士迈將人民行动党的方法描寫成一个「非群體主義的直接模式」（non-communalism straightaway），而联盟需要「两个步骤。第一，种族之间的和谐；第二，最终有一个非社群主義的国家（ultimate state of non-communalism）」。在李光耀看來，這個言论只是口惠不實，不能認真看待，除非那些马来西亚的种族主义者遭到制止。:211

### 马新分家
李光耀继续他的活动，于1965年5月9日召開馬來西亞團結大會（MSC），里面有多个多元种族政党，包括人民行动党（PAP）、人民进步党、民主联合党（United Democratic Party）和马华达党。在第一次也是唯一的马来西亚團結大會的普通大会中，这些政党的领袖发表讲话，支持一个马来西亚人的马来西亚。人民进步党的西尼华沙甘指摘联盟，利用宪法第153条「欺负非马来人」，而砂拉越人民联合党（砂人联党）的王其辉说：「我们看到社会歧视的态度，越来越多迹象否定非马来人的政治平等。为了我们和我们的国家，这一切都要停止，不要让这狭缢的种族主义坐大。所有住在这里和称本国为家的人，不论种族，都应享有政治上的平等。」
不久，巫统后座议员马哈迪在国会中抨击李光耀：「新加坡华人从没认识马来人的統治，不能忍受這個概念，被一些他们長期踩在脚下的人统治他们。」李事先没有准备草稿，直接用马来语回应，反對政府的傾馬來人政策：「当然有一些华人是百万富翁，开大车子，住大房子。难道說讓一些马来人成为富翁，擁有大车大房子就是答案吗？……如果我们欺騙人民，讓人民相信他们的穷困是因为他们没有马来人特权，或是反对人士反对马来人特权，我们结果会是怎么样？你让乡村的人民相信，他们貧穷是因为我们不会说马来语，因为政府不使用马来文，那么他就期待『当马来文成为唯一的国家文字』的時候，就會發生奇迹。当我们全部開始都说马来语，他的生活水平将会提高。如果这样的情况並未发生时，那又怎么样？另一方面，当经济、民生和教育政策出现失误时，你回来说：噢，这些凶险的华人、印度人和其他人，对抗马来人特权。他们并不反对马来人特权。他们马来人有权以马来西亚人的身份，達到一些訓練與教育的水平，这些水平已由一些竞争更激烈的社群──非马来人社群──所创造。这是必须做的，不是吗？不要向他们灌输这些愚民理论教條，说是他們所必須做的，就是為少数特殊的马来人爭取马来人特权，而且他們的问题就会得到解决。」
最后，东姑对一切的政治争執感到厌倦，並深信任何言语冲突將会导致暴力发生，于是要求新加坡脱离联邦。同年8月9日，新加坡成为一个独立的国家，由李光耀出任首任总理。虽然新加坡宪法第152条称马来人为新加坡的原住民，并指出要特别保障他们的权利和权益，但是条例没有列明任何相应政策。
有些人士後來譴責马来西亚的成立助长了「马来人至上」；在马来西亚成立后，「正如里特委员会所存疑的，马来人的权利将在‘马来西亚成立后的前五六年内萎缩’，其后马来人权益又将于不平等待遇的环境中，获得增强。」

## 513事件和新经济政策

### 语言的争议
宪法指明在独立后有一段十年的缓冲期，將國家语文由英语转为马来语。随着1967年这个预定期限愈来愈接近，有些华人開始提倡一套较具包容性的语言政策，容许在某些情况下，於公共場合中使用華語。来自巫统和泛馬回教黨的极端主義者反驳這些用途，但執政联盟提出折衷方案，于国家语文法中确认马来文为官方语言，但在某些情况下容许使用英文，以及將非马来文的语言用在非官方用途上。东姑形容此举为「确保和平的一步棋」，但這個方案被许多马来人嘲笑，从而成立了國家語言行動陣線 （National Language Action Front），希望复核甚至更改法案，而东姑的領導能力备受质疑。

### 513事件
1969年，馬來西亞舉行國會大選。這是三黨聯盟在馬來西亞半島首次面對一群非馬來人基礎的反對黨，而不是1964年大選時挑戰聯盟的人民行動黨。在该次选举，兩個主要的反對黨是民主行動黨 –人民行動黨在馬來西亞的繼承者，普遍被視為以華人為基礎；以及民政黨，這個政黨表面上是多種族的，事實上是由前馬華公會的領導人林蒼祐，以及其他中產階級知識分子如陳志勤、賽阿拉達等人所領導。這兩個政黨提出許多關於語言、教育和馬來權利的政策，與政府所提出的針鋒相對，民主行動黨繼續李光耀在脫離馬來西亞之前所推行的「馬來西亞人的馬來西亞」運動。大多來自民主行動黨的党员，要求將英語、華語和淡米爾語列入官方語言，使其地位如同馬來語，并要求政府加強支持華文教育源流。

另一方面，泛馬回教黨試圖藉由指責巫統出賣馬來土著特權給“外来者”，以爭取選票。當選舉結果揭曉，泛馬回教黨只產生稍许影響，但民主行動黨和民政黨設法在三個州擊敗聯盟取得執政權，而且幾乎讓聯盟喪失在議會一向佔有的三分之二多數。兩個反對黨增加的席次有很大一部分是藉由擊敗馬華公會的候選人，馬華公會在選後隨即宣布將不參與新政府，因為馬華不再具有在政府中代表華人利益的使命。歡欣鼓舞的民主行動黨和民政黨於5月11日和12日在首都吉隆坡舉行勝利遊行，參與者用一些口號嘲弄馬來人，例如（幹掉所有的馬來人）。但在集會後，第二天上午民政黨隨即發布道歉文告。儘管如此，深感震驚的馬來人指責華人選民背叛了「聯盟的搭配組合，轉而支持反對黨，而再度掀起語言和馬來人的特殊權利這些基本問題」。
馬來極端民族主義者歡迎馬華公會退出政府，認為一個以巫統或馬來人主導的政府，更容易滿足他們的目標。5月13日，巫統舉行了自己的集會，這很快就演變成一場暴動。這場暴動後來被委婉地稱為513事件。據報導，這次集會是由雪蘭莪州州务大臣哈倫所發動，他被視為馬來沙文主義者。5月13日晚上，巫統支持者聚集在哈倫的官邸，遊行從那裡出發，許多人揮舞著巴冷刀和其他武器。一些領導人譴責「異教徒」在前晚勝利遊行的「污辱」，將這場反擊遊行當成對華人挑戰馬來人至上的「一點教訓」。不久，群眾開始攻擊駕車路過的華人，並縱火焚燒華人住宅和商店。這場暴動蔓延到許多地方，而且，儘管政府已調動軍隊進入重要城市維持秩序，但暴動又持續了兩天。
由於這場暴動，馬來西亞國會被凍結，並宣佈國家緊急狀態。成立國家行動理事會（NOC）以監督在緊急狀態下的國家行政。雖然暴動已經平息，緊張局勢繼續延燒。非馬來人對馬來人商品和勞務的抵制，獲得「徹底」的支持，然而許多馬來人，如馬哈迪和拉惹·戴姆（Raja Muktaruddin Daim）開始呼籲由巫統單獨組成一個專制政權，並除掉東姑。據一些消息來源，其中一群「馬來極端民族主義份子」，包括賽那昔、慕沙希淡，和东姑拉沙里，認為原先各種族分享權力的憲法已告失敗，並同意國家必須「交還給」馬來人。據稱，他們同意召喚馬哈迪到吉隆坡，在那裡帶領他的反東姑運動。
馬哈迪寫了一封公開信給東姑，指責他「給了華人他們想要的東西，...你已經給他們太多面子」。不久，在高等院校學生在全國各地開始舉行大規模示威遊行，要求東姑下台，而支持任何一位能夠恢復「馬來主權」的領導者。有一些零星騷亂，據信是由反對東姑者所觸發。
東姑並未屈服於他們的要求，反而將馬哈迪和慕沙希旦趕出巫統。內政部長依斯邁·阿都拉曼聲稱「這些馬來極端種族主義者相信這種粗暴和想像出來的理論，由一個種族絕對統治其他社群，而不顧憲法。... 馬來西亞政治已發生兩極分化，而且執政黨之中的極端種族主義者，正在做鋌而走險的賭注，企圖推翻現在的領導人」。

### 《馬來人的困境》與新經濟政策
馬哈迪在他政治流亡期間撰寫了《馬來人的困境》一書，其中他主張：「馬來人是馬來亞的原生或土著人群，而且是唯一可以主張馬來亞是他們的且唯一的國家的人。根據世界各地的實踐方式，這賦予馬來人對於公民權的形式與義務，具有不可剝奪的權利，這可以施加在非土著的公民身上。」（這裡指的是马来西亚的「社會契約」。）
馬哈迪表達他的不滿，「有太多的非馬來人公民，他們可以困住馬來人」，這是：「……突然降臨在馬來人身上，他甚至不能將馬來亞稱作他的土地。再也沒有 Tanah Melayu - 馬來人的土地。他現在是個不一樣的人，馬來西亞人，但一個馬來西亞馬來人在馬來亞所具有的權威 - 他的土地 - 現在不僅是與他人共享，更是不公平的共享。而且好像這還不夠，他被要求放棄越來越多他的影響力。」馬哈迪對於馬來人權利的辯護都集中在「決定性的人群」（definitive people）這個推論路線和論據，以支持對馬來人的優惠待遇，這是里德委員會所選擇的：「這不是……基於馬來人至上的理由，而堅持給予馬來人優惠的獎學金待遇。...這些獎學金是一種手段，以打破非馬來人在教育領域的優勢地位。馬來人並不為這種待遇感到驕傲。」在馬哈迪擔任首相後不久，他否認他在寫了這本書之後，曾經改變任何看法。
馬哈迪和慕沙西旦後重新加入巫統以及第二任首相阿都拉薩的政府，其新經濟政策（NEP）是依據馬哈迪的書所主張的一些改革方向。新經濟政策的既定目標是消除「依據經濟功能的種族識別」。為達成這個目標，這項政策針對土著達成30％的經濟配額，土著（Bumiputra） - “土地之子”這個字詞是用來形容馬來人和其他土著人民，直到1990年為止。這個後來被稱為「百分之三十方案」針對許多項目設置「土著固打」（配額），包括新的公開發行上市股權和新的私人住房計劃。某些評論家稱，這促進了「一種接近零和博弈的態度，主要是介於馬來人與華人之間」。然而，新經濟政策的既定目標並不是直接重新分配財富，而是擴大經濟規模，同時提供更大份額的利益給馬來人，從而提高全體人民的經濟參與。
支持新經濟政策的主要理由詳載於第二個馬來西亞計劃，為了解決華人和馬來人之間的「經濟失衡」。據報導，在1969年，馬來人的經濟份額為1.5％，而華人為22.8％，其餘大多掌握在外國人手中。某些評論者認為，雖然華人經濟份額的增加是因控制部份馬來人的經濟而來，但更重要的不平等增長發生在最富有和最貧窮的馬來人之間 – 從1957年至1970年，最富有的20％馬來人控制馬來人經濟部門的比例，從42.5％增長至52.5％，而最窮的40％所能控制的比例，從19.5％下降到12.7％。:33
國家行動委員會（NOC）發表一份分析五一三事件根源的內部報告，指出即使是在公務員，這是傳統的馬來人行業，在許多部門非馬來人的人數超過馬來人，馬來人佔多數的部門只在警察和武裝部隊。該報告總結說：「有一些不實指控指出非馬來人遭到排擠，這在馬來人看來是個蓄意的扭曲。馬來人已感到被排除在這個國家的經濟生活之外，現在開始感到他們在公務員體系也受到威脅。非馬來人的政治人士甚至並未提及，在這個國家大部分的私營部門中，非馬來人對於馬來人近乎閉門的態度。」:221–222
根據第二個馬來西亞計劃，新經濟政策目的在於透過建立「獨資企業和合資企業」以「創造一個馬來人的商業和工業社群」。在此之前，用當地經濟學家的話來說，政府已扮演了「管理、支持與監管」的角色以試圖解決經濟失衡，但避免「呈現出直接積極促進」馬來人的利益。現在，政府不僅「限制華人和印度人取得大學入學資格、公共就業和公共資金」，更積極干預經濟，以便給予「土著在商業方面的一塊更大的餅」。對於這種逐漸增加的干預，有一種評論是巫統設想自己「成為在這個膨脹的國家角色中，主要的受益者。」
在此之前，曾出現了有限度的優惠待遇計畫。然而，這些大多集中在公務員部門，就如同憲法第153條一樣。高等教育入學主要是依據成績。東姑政府偏向自由放任政策，儘可能減少經濟干預。雖然某些機構，如農村工業發展局試圖幫助資助現有的馬來人企業家，但他們的方案被指責為施捨，並且偏重那些有政治關係的企業家。1965年農村工業發展局更名為土著信託會，象徵馬來人企業家精神的發展。
雖然新經濟政策目的在於解決經濟失衡問題，但它很快就關連到「馬來人至上」。雖然這兩者很少直接畫上等號，但它們經常被同時提及，具有暗示新經濟政策是源自於「馬來人至上」的意味。新經濟政策對經濟的更大規模干預，使得某些人「將巫統無與爭鋒贏得馬來人至上的這個整體形象，等同於這個政黨支持利潤豐厚商業交易的能力」。

### 宪法修正案和其他政策变化

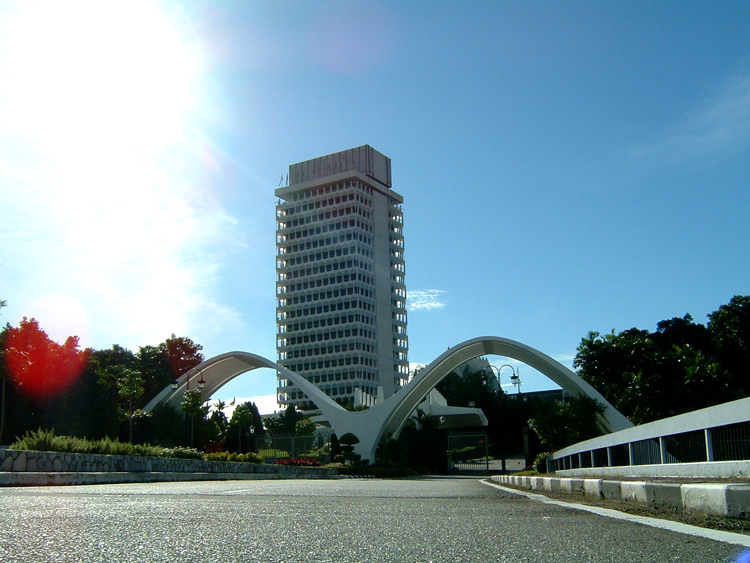
馬來西亞國會在513事件之後不久，通過了幾項馬來西亞憲法修正案，限制言論自由並訂立若干關於土著特權的剛性條款。

國會終於在1971年再次重新集會。雖然新經濟政策並未經過國會批准，但國會受到要求修改憲法。由政府提交的1971年憲法修正案，連同幾項煽动法令限制人民對於「敏感問題」的言論自由，如官方語言、馬來人特權、馬來統治者，以及公民身份的條款。這些限制也適用於國會議員，推翻其先前的議會豁免權。這些憲法修正案還澄清憲法第152條的含義，並且涵蓋第153條規定的「沙巴和砂拉越所有土著」，將原本只有馬來人獨享的權利延伸到所有的土著。此外，最高元首（國王）現在可以指派任何大學或學院實行以種族配額（固打制）為基礎的教育制度，這有利於土著。依據教育部的指令，所有高等教育機構立即制定固打制；幾所學校後來提出質疑這個制度是否合乎憲法，理由是國王本人並沒有發出任何指令。
為了掩蓋這一切，涉及前面所提「敏感問題」的憲法修正條款，而且有關修正憲法條款的規定，在未經馬來統治者會議通過的情況下，遭到廢止。執政黨有效地將「敏感」條款變成剛性條款，受到反對黨議員強烈批評。據說，如果政府能阻止國會討論特定問題，議會主權就遭到破壞。也不甚清楚的是，這項談論「敏感問題」的禁令，是否適用於這個禁令本身。儘管如此，這些規定獲得通過。1971年還修訂了內安法令，有效地容許政府扣押任何人，只要它認為這些人對國家安全構成威脅，無須經過司法審判，這是為了強化「維護種族間的和諧」。
這些改變遭到議會和外國的強烈反對。當這些提議首次揭露時，英國媒體指控，他們將藉由「賦予這個古老的迷你立憲君主政體不可思議的阻擋力量」「保持為永恆不變的封建制度，由馬來人支配的社會」。對於敏感問題的檢查制度，被稱為自相矛盾的議題，當對照於敦阿都拉薩談到」充分實現（這個制度），因此一些重要議題不再被掃到地毯下...」。 其他的評論者主張憲法第153條只不過是「用過即丟的飯碗」，而且甚至並沒有將马来半岛原住民（Orang Asli；馬來語的字面翻譯是「土著」，特指比马来人更早定居于马来半岛的塞芒人、塞诺伊族及原始马来人等民族）納入土著特權的範圍之內，使得這個修正案的合理性受到質疑。
另一項重大政策變化出現在教育領域。1970年，政府規定馬來文成為小學、中學和大專教育的教學語言，取代英文。雖然政府資助延續華文和泰米爾文源流教育，但是許多非馬來人認為這個新政策是到目前為止「最具歧視色彩」的政策。政府的理由是，這將提供更好的教育機會給馬來人，尤其是那些先前必須從馬來文源流小學和中學，轉換到英文授課的大學的學生。也有人主張，將學生團結在同一個語言之下，將提供更大的種族和諧，然而間接強調了「這個國家的馬來性質」。
在授課語言改為馬來語的同一年，政府宣佈了國家文化政策。國會議長賽那昔描述政府政策的目標在於為馬來西亞人創造一個「土著的穆斯林身份」（identiti Islam Kebumiputraan）。從本質上看，國家文化政策的最終目標是同化非土著人民成為一種馬來西亞土著身份。儘管來自華人壓力團體的強烈反對，政府拒絕撤回國家文化政策。:129為了促進國家團結，也引進了“國家原則”，或國家的意識形態。雖然國家原則本身並沒有指稱馬來人至上或社會契約，但政府發表的一篇評論提到「馬來人和其他土著的地位，其他社群的合法利益，與公民權的授予」是憲法的關鍵面向，但同時堅持：「沒有任何公民可以質疑另一個公民的忠誠，基於他屬於一個特定社群的這個立場。」一位政治評論家形容這是社會契約或「種族討價還價」的正式聲明。

### 政治和“马来人统治”
在1974年成立的國陣（BN）不再採用舊有的聯盟模式----每個種族由一個政黨所代表。有幾個先前的反對黨，包括民政黨、人民進步黨和泛馬回教黨，都加入巫統為首的國陣。雖然馬華和馬來西亞印度國大黨依然包括在內，但其影響力受到這個政黨聯盟中其他非馬來人政黨所稀釋。1977年，巫統將泛馬回教黨趕出國陣，使得它本身成為國陣當中唯一的馬來人代表，即使說有一些表面上的多種族政黨提供了徒具形式的馬來人代表權。 泛馬回教黨在離開國陣之後，採取了不同的策略來訴求馬來人特權，公開譴責新經濟政策是種族歧視與「極端種族主義」。
1974年，敦拉薩任命馬哈迪擔任內閣部長。兩年後，在敦拉薩突然去世後，馬哈迪擔任副首相。
在1970年代——新經濟政策的全盛時期——“馬來人統治”是一個受到馬來西亞人大致接受的生活事實。然而在1957年至1969年這段期間，聯盟政府的“各種族協商”的形式下，“馬來人統治”至少變得比較緩和，從513事件以後，政治評論家都認為，現在的政治環境是在馬來人與巫統的“霸權控制”之下；於 1970年，一名內閣成員宣稱，馬來人的特殊權利在“未來數百年”將會繼續維持。東姑在1977年發現“在非土著人民心中似乎覺得，他們正在變成這個國家的次等公民。”政府的種族政策，繼續以馬哈迪在《馬來人困境》一書所採用的兩個論點為基礎，並加以合理化；馬來人對於馬來亞所具有的“歷史”優先地位，以及馬來人的“特殊需要”。由於對這些議題的公開討論或質疑，將被視為犯罪，幾乎沒有本地出版作品批判討論馬來人至上，使得對這個觀點進行評估，或是更進一步超越這兩個論點建立政策基礎的各種嘗試，變得更加複雜。
人們所揣測的密謀利用513事件後混亂狀態的極端馬來種族主義者，現在已經控制該國。財政部長东姑拉沙里被人們譽為「土著經濟之父」。慕沙希淡和馬哈迪這兩個在政治舞台上冉冉升起的新星，將自己的形象保持為“馬來極端種族主義者”。記者K·达斯曾經聲稱慕沙告訴他“年輕的馬來西亞政治人物必須打種族牌，把它當成劍柄，即使在他的身上沒有任何一根馬來沙文主義的骨頭”。在退休後，慕沙說道，“在面對絕望的危機狀況時，國家領導人傾向於尋找一個代罪羔羊”，並使用他們的種族戰術，來填飽“空肚子”。
巫統青年團從1960年代開始，特別保持了其“馬來極端種族主義者”的形象。有一位副主席說，為了回應一場討論，在巫統內部是否容許基於不同政治意識形態而組成的不同隊伍，“巫統成立的初衷是為了爭取馬來種族的利益，這必須繼續下去。我們不希望在巫統有不同派系”。馬哈迪在1981年7月16日上台后，委任慕沙希淡為副手。

## 马哈迪·莫哈末政府

### 優惠待遇及華人的抗爭
在馬哈迪·莫哈末執政之下，新經濟政策對馬來人的優惠待遇持續下去。政治評論家認為，在馬哈迪執政的早期，這項行政措施延續了由馬來人「霸權控制」馬來西亞政治，尤其是由巫統所控制。在此期間，馬哈迪把重點放在鞏固他在巫統和政府的權力。因此，在當時關於「馬來人至上」的議題，在馬來人與非馬來人之間很少有正面衝突。
1981年，馬華從華人的觀點，評估新經濟政策和其他政府政策。它的調查結果表達對許多問題的關注，包括被指控的對馬來西亞華人公民權的不尊重，以及以馬來人為主的公務員，它主張新經濟政策消除種族身份與經濟職能的目標已被廢除。此外，有人認為，由於一黨之私而不公平地劃分選區，已使非馬來人在議會和內閣的代表性不足。馬來農村選區的國會議員席次比起異質化的都市選區更多，即使都市選區的總人口超過農村選區。然而，巫統避免直接面對馬華公會討論這個議題。
在1986年大選之後，緊張局勢升高。當時巫統本身似乎擁有對國會絕對多數的掌握，而容許它可以在沒有其他政黨的支持下統治。有幾位巫統領袖認真討論單獨執政的可能性；其中一位，阿都拉·阿末，公開擁護永久的馬來人至上，以及將非馬來人貶抑為次等（第二等）公民。這種一面倒的論調到最後遭到忽視，而國陣的多黨聯合政府繼續運作下去。然而，一些巫統官員警告非馬來人政黨，避免「玩火」，也就是質疑馬來人特殊權利和特權或「馬來統治者」（Hak Keistimewaan Orang Melayu）。在該年的巫統大會，馬哈迪說：「我們不希望掠奪其他人的權利。但不要讓任何人試圖掠奪我們的權利」。當國會再次舉行會議，民主行動黨開始對於據稱要將馬來西亞人劃分為「頭等與次等公民」的說法提出反對。回應這項反對，一些巫統議員開始在國會中，將非馬來人稱為“外来者”。當民主行動黨試圖質詢各種族的經濟公平分配情況，以評估新經濟政策的進程時，國會的議事規則遭到修訂，禁止這類質詢。這導致民主行動黨得以聲稱，新經濟政策的目標已經達到，而且它可以在1990年到期失效。
有的如八打靈再也市議員杨勇伟，相信馬哈迪的助手阿都拉·阿末是最早使用馬來文（馬來人至上）這個語詞的人。杨勇伟描述阿都拉·阿末使用這個語詞的脈絡，是將它視為「一個相當良性的語詞，我們大多數人覺得它沒有什麼問題，但它已被一些未必知道其確實意義的巫統領袖所採用，拿來指稱馬來人至高無上的優越地位」。
在1987年，馬哈迪在巫統主席選舉險勝东姑拉沙里後，族群緊張局勢持續升高。大約在這個時候有數家接受存款公司倒閉，其中幾家跟馬華公會有所關聯。為了拯救華人投資者，馬華要求政府對接受存款公司紓困，並援引先前對土著金融機構的紓困措施。巫統不願提供協助，導致馬華署理會長李金獅警告說，馬華可能退出政府。在該年，政府任命一些不諳華語者擔任華語源流小學的高級職位人員。當時擔任教育部長的安華拒絕在馬華的抗議下讓步，並表示這是個最終決定，儘管先前馬來人和華人社群曾就這個議題達成一項非正式協議。

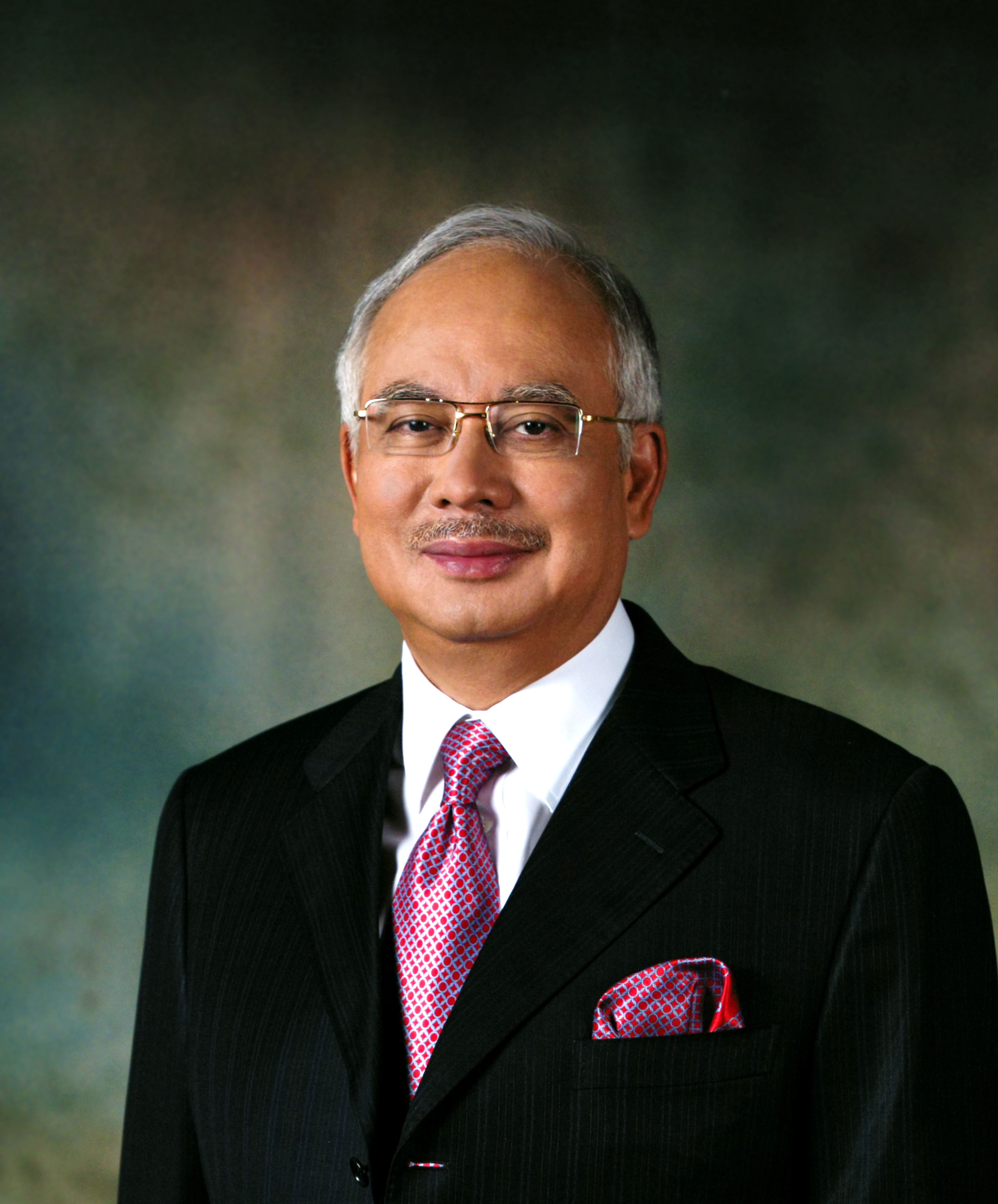
纳吉·阿都拉萨，曾揚言要以華人的血來洗馬來劍

民政黨、馬華和行動黨舉行集會，並在華文源流小學展開罷課，以抗議這項人事命令；巫統青年團也舉行了自己的集會，以主張「馬來人至上」，他們舉出橫幅標語，如「撤消那些反對馬來統治者的人們的公民權」、「513已經開始」和「用華人的血來洗馬來劍」。傳言當時擔任巫統青年團主席的前任首相納吉·阿都拉萨（敦拉薩的兒子），揚言要以華人的血來洗馬來劍。然而，這是不正確的，因為馬來劍只用來在納吉將巫統青年團主席職位移交給希山慕丁時，當作一個交棒的象徵。當另一個毫無關聯的意外發生時，這些火焰被進一步煽動起來，一位馬來人士兵在一個以華人為主的地方突然著魔，打死一人，打傷另外兩人。
接著政府發動茅草行動，援引內安法令拘留了55個人。在未來數個月有更多的人被捕。儘管大多數被捕者來自反對黨——包括國會反對黨領袖林吉祥——但有些來自國陣。這些國陣政治人物在關押兩個月後獲釋，但是反對黨人士則被關押更長一段的時間。政府後來從安全的理由，解釋拘留這些人的正當性，指出這些被拘留者操弄華文教育議題以煽動種族情緒。馬哈迪的支持者認為這是一項平反，他當年拒絕了東姑拉曼與非馬來人的「妥協」，這是給非馬來人一個教訓，不要再批評政府及其傾馬來人政策。
許多評論者沒有認真看待這個解釋。巫統當時身陷一場危機，在黨內選舉中，馬哈迪的派系以極少的票數差距擊敗东姑拉沙里的派系。東姑拉沙里的支持者提出法律訴訟，指控在選舉過程中的舞弊行為，這似乎有可能成功，引發重新進行黨內選舉。在這種情況下，馬華公會的一位政治人士指責政府一直推行一個「潛議程」，將大眾的注意力從巫統危機，轉移到「華文教育政策的實施偏差」。東姑拉曼本人則主張，馬哈迪運用這個議題來動員馬來人「成為一股團結的力量來對抗共同的敵人 -在這種情況下，假想敵是華人社群」。
到最後，馬哈迪的陣營「打贏」這場法律訴訟案件，當時他們主張，依據社團法令巫統這個政黨是個非法組織，這是因為它的一些支部並未正式註冊，因此原告提出的訴訟無效；一個非法社團不能重新舉行領導人選舉。馬哈迪立即成立了新巫統（UMNO Baru），將舊巫統所有的資產移轉到這個新政黨。他的大部分支持者也加入新巫統，到最後「新」（Baru）這個字被省略了，使得這個政黨的所有意圖和目的都跟老巫統一樣。當最高法院同意審理上訴的情況下，政府暫時停止運作，並且稍後革除了最高法院庭長沙烈阿巴斯和其他五名法官，引發了1988年馬來西亞憲政危機。新組成的最高法院隨後撤銷此案。
東姑拉沙里隨後組織了四六精神黨來挑戰政府。在1990年大選，「馬來人至上」成為一個議題，巫統指責四六精神黨、泛馬回教黨、民主行動黨及其他反對黨密謀終止馬來人的霸權。政府一再警告說，假使執政聯盟未能維持國會的三分之二多數，五一三事件將會重演。在全國各大報紙刊登描寫流血和屠殺的全版廣告。當東姑拉曼呼籲選民支持四六精神黨，而不是新巫統時，緊張局勢進一步升高，巫統的幾位政治人物要求撤銷東姑拉曼「獨立之父」（Bapa Kemerdekaan）的稱號，並移走國會大廈裡面的東姑拉曼雕像。儘管這樣，政府保住了三分之二的國會多數席次，四六精神黨只贏得八席。

### “马来西亚民族”和政治自由
在1990年代，馬哈迪和巫統公開挽回政府在文化政策的面子，並提出2020年宏願和馬來西亞民族的計劃。馬哈迪把在2020年之前將馬來西亞建設為已發展國家的障礙稱為：「一個挑戰，建立一個成熟、自由和寬容的社會，其中各種膚色的馬來西亞人自由地奉行他們的習俗、文化和宗教信仰，但同時感覺他們屬於同一個國家」。馬哈迪提議建立「一個馬來西亞民族，他們在政治忠誠和奉獻給這個國家」。在政府於1995年大選獲勝後，馬哈迪闡述：「馬來西亞民族意味著人們能夠認同自己的這個國家，說馬來語（馬來西亞人或馬來人的語言），並接受憲法。
馬哈迪後來解釋說，「以前的想法是，人們應該成為百分之百的馬來人，才得以成為馬來西亞人。現在我們接受這是一個多種族的國家。我們應該建立溝通的橋樑，而不是試圖完全消除區隔我們的障礙」。非馬來人社群將這個戲劇性的變化，視為對於先前強調非馬來人的同化政策的一個「全面回縮」。政府採取措施來強化這項變革，減少強調將馬來語視為唯一的國家語言，允許本地大學使用英語做為部分科目的教學語言。從馬華公會所資助且華人學生佔多數的拉曼大學文憑，受到政府正式承認，可用於申請公務員工作。回教以外的宗教，首次有機會在國營廣播和電視播出，雖然他們不能勸人改信。 舞獅這個被禁止數十年的傳統華人武術活動----不僅被允許公開表演，馬哈迪及其他高層政府官員更參與這些場合。
雖然1990年代初期經濟顯著成長，但評論家認為，馬哈迪的自由主義政策對於他的知名度和國陣1995年大選的壓倒性勝利，發揮了關鍵作用。一位評論家寫道：「大多數馬來西亞人可能不記得這個更加繁榮而且較少發生族群相互指責的時代。...僅僅經濟指標本身，可能並不會獲得這個馬來西亞人已經發現的這個榮耀，也許這是第一次，以身為馬來西亞人為榮」。:65林吉祥將反對黨的慘敗歸因於馬哈迪的自由主義，以及政府採用了民主行動黨的若干立場，例如語言，文化和教育等議題。然而，有些人懷疑馬哈迪的誠意。一位巫統青年團的成員指出：「國陣政府的彈性行動 ...只能呈現的是，我們正在享受最高程度的寬容，這純粹基於馬來人政治和經濟地位的角度，而產生的信心水平。我們跟華人分享政治權力。當他們需要增加來自他們社群的政治支持時，對他們來說，重要的是滿足華人的主要關心議題。因此，我們為什麼不能容許這種情況？我們可以...實現雙贏。這是一個純粹的政治行動。...同樣地，我們巫統青年團，往往被看作是一個非常種族主義的政治團體，為馬來人的利益而奮戰。...然而，我們曾經提出的議程，例如回教、馬來語，以及馬來人的特殊地位，不應該在任何情況下受到質疑，因為這些都是非常敏感的議題」。
在1990年代後半段，政府的政策鬆動，藉由鼓勵外國投資來對抗亚洲金融风暴。 1999年，馬哈迪的前任副首相安華組織一個新的反對黨人民公正黨（他當時已因頗具爭議的雞姦事件，被判入獄），這導致關於513事件的威脅話語再度發生。然而，政府在國會依然維持多數席次。 2003年，馬哈迪正式辭去首相職位，並成功由他的副手阿都拉·巴達威接任。

## 阿都拉·巴达威政府、英才教育和「马来人至上」

### 第五任首相

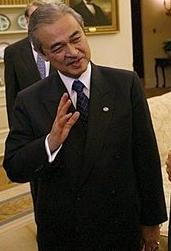
当阿都拉·巴达威接替马哈迪成为首相后，「马来人至上」 主义被引入到国民中学课程中。

在阿都拉於2003年升任首相之前，雖然曾有幾位馬來人領袖闡釋「馬來人至上」的概念，但從未給予這個概念一個適當的名稱。大約就在這個時候，馬來文的（馬來人至上）這個字——是马来语「君王」或「主人」的稱號——演變成日常用語，甚至納入政府核准的中學課程。 馬來西亞國立大學社會學教授诺莱妮·奥斯曼（Norani Othman）稱這個字令人聯想到「奴役的概念」，這是由於「在馬來文的古字中，ketuanan 暗指對於俘虜的統治權，這個字是一個前封建時代的概念，遠早於1957年、1963年與今天」。
在2004年由馬來西亞國營語言與文學出版社所刊行，政府批准的中學歷史教科書，將「馬來人至上」（ketuanan Melayu）定義如下：
翻譯成華文如下：
對於所有關聯到馬來種族的事物的熱愛，例如政治權力、語言、文化、傳統與故土。馬來半島被認定是馬來人的傳統領土。
2003年，巫統青年資訊部部長阿兹米說道：「在馬來西亞，每個人都知道馬來人是這塊土地的主人。我們基於聯邦憲法的規定統治這個國家。任何人若是論及馬來人事務或批評馬來人，就是[冒犯]我們的敏感話題」。
僅管提倡「馬來人至上」的人士主張這個概念直接衍生自憲法第153條，但起草憲法架構的里德委員會指出第153條提供給馬來人的特權只是暫時性的，最後終將廢止，而且該委員會表示這個條文存在的唯一理由，是對於馬來人傳統與經濟需求的一種優惠待遇。話雖如此，質疑「馬來人至上」或「馬來人特權」的政治人物往往遭到嚴厲斥責，特別是巫統人士。 許多巫統政治人物繼續將非馬來人稱作或（“外来者”）。

### 英才教育
馬哈迪在退休前，譴責了那些依賴特權的馬來人。阿都拉接著警告馬來人必須學會丟掉拐杖生活，否則將來就得坐輪椅。阿都拉的行政團隊開始實行英才教育，這是馬哈迪曾經試探提出的，而且大學入學的種族固打（配額）也減少。然而，有些人提出指責，此舉並未消除教育之中的歧視。大學之前的教育源流區分為二：一種是讓學生準備參加標準化的马来西亚高等教育文凭（STPM）考試，為期兩年。另一種由個別教師評分的各式各樣的大學先修班課程，為期一年。
評論家駁斥英才教育，將它視為一場騙局，他們主張若是將這兩個教育源流視為同等的入學基準，是不公正的說法。評論家斷言，雖然表面上將大學先修班的機會開放給非土著學生，但是大多數參加這個源流的學生是馬來人。
先前，僅限馬來人（或土著）的大學先修班課程的合法性受到質疑，由於憲法的第153條修正案禁止依據種族背景而拒絕學生入學。結果，大學先修班課程開放給非土著學生。然而，某些巫統人士認為英才教育對鄉村馬來人學生過於嚴苛，比起城市馬來人，鄉村馬來人處在不利地位。因此他們呼籲恢復固打制，以避免一場「不公平的競爭」。
在2004年的巫統大會，永久署理主席巴鲁丁揮舞著一本討論1969年513事件的書，警告說：「58年前，我們（馬來人）跟其他種族達成一項協議，我們准許他們寄居（menumpang）在這塊土地上。這些其他種族不要再有人質疑馬來人對這塊土地的權利，因為這就是我對於這塊土地的權利」。稍後高等教育部部長沙菲益沙烈也宣佈，非土著學生將永遠不會獲准進入瑪拉工藝大學（UiTM）就讀，這是專屬土著的大學：「我不會在這件事情上讓步」。

### “种族政治”
2005年下半年，政府內部的华人政治人物提起憲法議題。馬來西亞民政黨的林敬益要求重新檢視”社會契約“以便確定馬來西亞民族的理想能否達成。林敬益遭到多位知名馬來政治人物嚴詞批評，包括凯里·嘉马鲁丁與阿末沙比里。巫統持有大部分股權的馬來通訊社，發出許多文章譴責這些對社會契約的質疑。林敬益回應：「假使你反覆訴說這個社會契約，你要如何預期非馬來人對這個國家貢獻他們的忠心與靈魂，而且直到某一天為這個國家而犧牲？揮舞國旗與演唱國歌都是儀式，但是對這個國家的愛是存在人們心中的」。
大約在此事件一年之前，阿都拉提到社會契約的「最重要層面」是「土著同意將公民權賦予移民的華人與印度人」。雖然阿都拉繼續提到，這個國家的屬性已經轉變，「華人與印度人也可稱這裡是他們的國家」，但這個言論後來大多被略而不提。最後，林敬益表示馬來通訊社誇大了他的評論，並錯誤引述他的話。這項議題最後由巫統青年團主席希山慕丁的警告作結，他警告人們不要「再提起這個議題，因為這個社會契約經過協議、由人們所知曉、理解，並由憲法所認可」。
2006年1月，政府宣布了一個“國家原則”宣傳運動。政府新聞機構馬新社引述東姑在1986年的話：「馬來人不僅是土著，而且是這個國家的主人，這個事實無可爭論」。這些關於憲法的文章討論了官方宗教伊斯蘭教、君主制、馬來語的國家語言地位，而且馬來人特權被形容為「清楚敘明對於馬來人為這片土地的土著的承認和認識」。馬新社隨後表示，對於國家原則的重新強調是防止進一步對社會契約的質疑，社會契約「決定了馬來西亞人的政治極性和社會經濟地位」。
稍後，一項對於馬來西亞人所做的調查顯示，55％的受訪者同意政治人物應該「因操弄種族政治而受到人民譴責」。國陣後座議員俱樂部主席沙礼尔認為，政治人物們只是回應「一個國家 ...分成不同的種族」的問題，他問道：「如果你對馬來人社會談論馬來人的問題，這是在操弄種族政治嗎？」人民進步黨的主席M. Kayveas表示反對：「每次只要經過12個月（召開年度大會時），各政黨就會回到單一種族的議題，捍衛自己的利益，直到大會結束的那一天為止。等到大選來臨時，我們才談論「馬來西亞民族」。反映著同時在新加坡與馬來西亞發生的互不信任氣氛與種族主義政策（在新加坡，這些政策被斷言是傾華人），李光耀在九月引發另一場關於馬來西亞政治中馬來人至上角色的辯論，他指出在馬來西亞和印尼，華人已被“有系統地邊緣化”。因此衍生了一場外交風波，李光耀隨後否認這種邊緣化源自馬來西亞政府的政治人士，他表示對前面所提的這個言論道歉。阿都拉表示，他並不認為李光耀所表達的是個「充分的道歉」，儘管如此，馬來西亞政府接受了這個道歉。
在下個月，另一場爭議在亞洲戰略與領導研究所（ASLI）發表報告之後，它計算出土著擁有的股權是45％—這與官方公佈的數字18.9％有著鮮明的區別，後者的數據是政治人物據以保留或復興新經濟政策的理由。該報告的研究方法遭到批評，因為它採用市場價值而不是股票面值來計算股權，並其範圍限定在一千家股票上市公司。它也將政府相關公司（GLCs）納入土著企業。但某些人批評政府，並斷言股票面值無法準確反映這些受研究企業的價值，主張有一部分的政府相關公司應被視為土著持有。該報告後來被撤回，但獨立媒體引述的一項研究顯示，採用政府所提議的方法來計算，土著資產在1997年已超過30％，因此這項爭議持續下去。
在同月召開的柔佛州巫統大會，柔佛州務大臣阿都干尼·奥斯曼，批評「馬來西亞民族」和「英才教育」政策。阿都干尼將「馬來西亞民族」描述成對於馬來人及其憲法地位的一項威脅，暗示它也可能「威脅國家穩定」。阿都干尼堅持這項政策「適用於...在馬來人是核心民族的這種情境」，並形容英才教育是一種「歧視和壓迫」，因為農村馬來學生無法與城市馬來學生相競爭。在此番言論所引發的爭議中，有幾位聯邦部長批評阿都干尼，其中一位說「馬來西亞民族」跟任何一個種族是否被賦予優於其他種族的地位，毫無關聯。另一位說道：「這個觀念並不侵犯土著或其他社群的權利」。阿都干尼堅持他的意見，聲稱「馬來西亞民族」的支持者也提倡馬來西亞人的馬來西亞，就像李光耀先前曾經做的，儘管「政府從一開始已駁斥這個觀念」。當時的副首相納吉暗示，任何想從政治角度來界定「馬來西亞民族」的努力將是徒勞無功的，因此這整個爭辯是不必要的；他也堅持：「這個爭辯並不是質疑馬來人的特殊權利、我們的固打制或諸如此類的話題」。
當年的全國巫統大會是第一次全程電視轉播；它成為一個備受爭議的話題，有些代表，如哈欣發表強硬的種族言論；希山慕丁再次揮舞馬來劍，哈欣就問他什麼時候要「用到它」。大會結束後，希山慕丁堅決表示這把「馬來劍」不是馬來人至上的象徵。
2007年10月，李光耀的言論引發更多的爭論，他說：「如果他們（馬來西亞）可以公平地教育華人和印度人，善用並對待華人和印度人就像他們的公民一樣，馬來西亞可以跟我們（新加坡）並駕齊驅，甚至做得比我們更好的話，我們將很樂意重新加入馬來西亞」。巫統資訊部長莫哈末泰益回應，告訴新聞界說，馬來西亞採取政策來協助經濟上劣勢的馬來人，而不是像新加坡一樣忽視他們，他也說道，到某個點，馬來人必須跟其他的馬來西亞人在公平的場域上相互競爭。

### 政治分水嶺
在馬來西亞2008年大選，國陣首度面對無法在國會達到三分之二的絕對多數，這意味著它無法在未獲反對黨支持下，通過憲法修正案。這項選舉結果，普遍認定是對國家經濟狀況以及漸增的國內種族緊張關係的不滿，三個主要反對黨在同一個平台上從事競選活動，譴責新經濟政策和政府對日益擴大的經濟差距的反應。在選後一個月，吉蘭丹蘇丹王儲東姑佩特拉法里斯，在一場為新成立的馬來人團結行動陣線所舉行的集會上說，由於馬來人已經授予非馬來人公民權，後者不應該尋求平等或特殊待遇。在這場演講中，他呼籲馬來人團結，以確保馬來人主權與馬來人至上。
前巫統副主席暨前副首相安華，他的人民公正黨在國會大選後成為第二大黨，而且他是反對陣營民聯的實質領袖，他選擇拒絕「馬來人至上」，而贊成"ketuanan rakyat"（人民至上）。2008年4月15日，慶祝他結束禁止政治活動的五周年，他告訴記者：「我們來到這裡，是為了反擊那些談論馬來人至上的巫統領袖的大規模宣傳運動。針對這個宣傳活動所做的一個清楚明確的回應，就是說出我們想要的是什麼，我們所渴望的是一個新的馬來西亞，所有的馬來西亞人至上」。一個星期後，安華的妻子，也是人民公正黨的主席旺阿茲莎對記者說：「我們不應該繼續談論馬來人至上或排斥某一種族，這不是人民所想要看到的」，她力促改採「人民至上」。
此後不久，希山慕丁對於他在前三次巫統年度大會上揮舞馬來劍表示歉意，他說他感到抱歉，「如果它對非馬來人產生影響」。他拒絕回應記者提問他將來是否會做同樣的事情。希山慕丁的有條件道歉，遭到巫統內部的嚴厲批評；巫統的一個媒體喉舌描述這個反應如下：「在本黨內部許多黨員的感覺是，華人和印度人在投票支持民聯時，就是背叛了國陣。我們受傷了。我們感到憤怒。所以為何希山慕丁需要過度在意那些非馬來人對這個舉劍行為的觀感？」許多人認為，這個道歉行為本身威脅了馬來人至上。阿都拉則是肯定這項道歉，他說這是勇敢的行為，而且「向非馬來人說明清楚，馬來劍在馬來社群所具有的重要性」。
在回答有關馬來人至上這項議題在選後消退下來的問題時，他說這個議題關注的是為土著社群追求平等，而反駁了關於政治主導性的概念：
所以，當我們談論（馬來人至上），我們所指的意思是我們必須在許多領域取得成功。這從未涉及對於他人的統治，或將我們的權力強壓在他們身上...我們並不準備成為一個支配他族的種族。我們希望成為一個代表馬來人的政黨，並準備為了馬來人及人民的未來而合作，就好比當馬來人也會成功時，所有馬來西亞人都會成功。 ...這就是馬來人至上（的意義），我希望人民能夠理解它。
此後不久，新聞部長阿末沙比里堅持「馬來人至上」並不隱含著在馬來人和非馬來人之間的一種主人--奴隸（master-slave）關係。反之，他建議，「馬來人至上」指的是馬來君主制度，他們曾經一度是「主人」，但在國家獨立採行聯邦憲法時，他們放棄了至上的地位。沙比里援引憲法第182條，賦予蘇丹王室某種程度的法律豁免權，做為馬來人至上的一個例子。然而，一些知名的王室成員，如玻璃市拉惹暨前任最高元首 端姑賽西拉祖丁本人也批評「馬來人至上」；在2009年初，拉惹說：「在馬來西亞，每個種族都是 tuan  （主人） ...我相信如果每個人都明白，任何種族的每個人都不應被剝奪權利，那麼某些政黨努力只把這種至上地位或權利賦予某一種族的想法，可以停下來了」。
2009年底，內閣決定修改國家幹訓局的課程方案，這些課程是運用國家資金對公務員和學生實施的強制課程。許多人，尤其是來自民聯的政治人士，在此之前曾批評幹訓局的課程是用來宣揚「馬來人至上」；援引這一點，雪蘭莪州政府宣布禁止其公務員和學生參加幹訓局的課程。某些部長及前首相馬哈迪為國家幹訓局辯護，認為有必要將紀律與誠實的道德價值灌輸給參與課程的學員，否認幹訓局做了任何有關宣揚「馬來人至上」的事。 首相署部長纳兹里堅持內閣有權要求幹訓局進行改革，他稱馬哈迪是個種族主義者，他說：
他們都知道課程大綱談的是哪些內容，所以我們要向誰說，這件事沒有發生過？你想要說謊？你讓人們嘲笑。我的意思是有些人參加課程之後感到很生氣。以往的課程內容有許多例子，採用像是「馬來人至上」的字眼。這是荒謬的... 

## 备注
1. ↑  转信伊斯兰教的非马来人可主张自身为马来人，惟需符合其他条件。以下如例所示：
  - 第五任马来西亚首相阿都拉·巴达威的妻子珍阿都拉是葡萄牙裔欧亚人。
  - 砂拉越马兰诺人（英语：Melanau）的语言有别于马来语，区分为两个群体：基督教马兰诺人与回教马兰诺人。回教马兰诺人常认定自己是马来人，并享有马来人的利益与特权。
2. ↑  巫统为马来政党，但第四任首相马哈迪·莫哈末的祖父其实是印度人，可是本身却获得承认为马来人，他也常指出这就是巫统党员注定要扮演的角色。

## 脚注
1. ↑  Liu, Ronnie Tian Khiew. . Malaysia Today. （原始内容存档于2005-09-29）.
2. ↑  Ooi Keat Gin. . The Scarecrow Press, Inc. 2008: 154. ISBN 0-8108-5955-6.
3. ↑  K.Das. . K Das Ink. 1987: 34. ISBN 978-0-9679999-0-6.
4. ↑  . 星洲日报. 2010-09-09  [2017-09-24]. （原始内容存档于2019-01-23）.
5. ↑  . Malaysia Kini. 2009-03-11  [2017-09-24]. （原始内容存档于2017-09-24） （英语）.
6. ↑  . Astro Awani. 2017-05-21  [2017-09-24]. （原始内容存档于2020-12-24） （马来语）.
7. ↑   (PDF). Prime Minister Office.   [2017-09-24]. （原始内容存档 (PDF)于2020-11-11） （马来语）.
8. ↑  . Malaysia Dateline. 2017-01-19  [2017-09-24]. （原始内容存档于2021-02-07）.
9. 1 2 3  Ye, Lin-Sheng. . East West Publishing. 2003: 26–27. ISBN 978-0-9751646-1-7.
10. ↑  Reid, Anthony. . Journal of Southeast Asian Studies. 2001, 32 (3): 295–313. doi:10.1017/S0022463401000157.
11. ↑  Hwang, In-Won. . Institute of Southeast Asian Studies. 2003: 24. ISBN 978-981-230-185-7.
12. ↑  Kratoska, Paul H., ed. . Singapore: Oxford University Press. 1983.
13. ↑  Patrick Keith. . Media Masters. 2005: 140. ISBN 978-981-05-3865-1.
14. ↑  W.R. Roff. . Penerbit Universiti Malaya. 1974: 114, 118.
15. ↑  Hirschman, Charles. . Vol. 1, No. 2. Sociological Forum. 1986: 330-361.
16. ↑  Lee, Edwin. . Singapore University Press, National University of Singapore. 1991.
17. ↑  Nonini, Donald M. . New Haven: Yale University Southeast Asia Studies. 1992.
18. ↑  Rahim, Lily. . New York: Oxford University Press. 1998.
19. ↑  Hussein Alatas, Syed. . . London: Frank Cass. 1977: 116-17.
20. ↑  W.R. Roff. . Penerbit Universiti Malaya. 1974: 109, 110.
21. 1 2  W.R. Roff. . Penerbit Universiti Malaya. 1974: 110, 111.
22. ↑  Thomas Metcalf. . Armonk NY: M.E. Sharpe. 2002: 31.
23. ↑  Abdullah, Asma & Pedersen, Paul B. . Pearson Malaysia. 2003: 44. ISBN 978-983-2639-21-3.
24. ↑  Rashid, Rehman. . Self-published. 1993: 28. ISBN 978-983-99819-1-9.
25. ↑  Swettenham, Frank. . London: John Lane Co. 1900: 232-4.
26. ↑  W.R. Roff. . Penerbit Universiti Malaya. 1974: 207-210.
27. ↑  Abdullah, Asma & Pedersen, Paul B. . Pearson Malaysia. 2003: 20. ISBN 978-983-2639-21-3.
28. 1 2  Hickling, R.H. . Pelanduk Publications. 1991. ISBN 978-967-978-385-8.
29. ↑  W.R. Roff. . Penerbit Universiti Malaya. 1974: 235, 236.
30. 1 2 3  Hwang, In-Won. . Institute of Southeast Asian Studies. 2003. ISBN 978-981-230-185-7.
31. 1 2 3 4 5 6 7 8 9 10 11 12 13  Ongkili, James P. . Oxford University Press. 1985. ISBN 0-19-582681-7.
32. ↑  Ongkili, James P. . Oxford University Press. 1985: 59-66, 73. ISBN 0-19-582681-7.
33. ↑  Jawan, Jayum A. （2003）. Malaysian Politics & Government, p. 37. Karisma Publications. ISBN 978-983-195-037-1.
34. ↑  Ye, p. 34.
35. ↑  Hwang, p. 25.
36. ↑  Putra, Tunku Abdul Rahman （1986）. Political Awakening, pp. 30, 31. Pelanduk Publications. ISBN 978-967-978-136-6.
37. 1 2  Josey, Alex （1980）. Lee Kuan Yew: The Crucial Years, pp. 83–84. Times Books International. ISBN 978-981-204-448-8.
38. ↑  Sopiee, Mohamed Noordin （1976）. From Malayan Union to Singapore Separation: Political Unification in the Malaysia Region 1945 – 65, pp. 77 – 78. Penerbit Universiti Malaya. No ISBN available.
39. ↑  Sopiee, pp. 61–62, 69.
40. ↑  Hwang, pp. 25–26.
41. ↑  Hwang, pp. 30–31.
42. ↑  Hwang, pp. 34–35.
43. ↑  Keith, pp. 31–33.
44. 1 2 3  Lee, Hock Guan （2001）. "Political Parties and the Politics of Citizenship and Ethnicity in Peninsular Malay（si）a, 1957-1968" 的存檔，存档日期2006-01-18.. Retrieved 17 March 2006.
45. ↑  Keith, pp. 142–143.
46. ↑  Ooi, Jeff （2005）. "Social Contract: 'Utusan got the context wrong'". Retrieved 11 November 2005. 的存檔，存档日期2005-10-30.
47. ↑  Milne, R.S. & Mauzy, Diane K. （1999）. Malaysian Politics under Mahathir, p. 34. Routledge. ISBN 978-0-415-17143-4.
48. ↑  Hwang, p. 49.
49. ↑  Hwang, p. 67.
50. ↑  Hickling, p. 179.
51. ↑  Hickling, p. 95.
52. ↑  Sopiee, p. 102.
53. ↑  Sopiee, p. 146.
54. ↑  Keith, p. 21.
55. ↑  Sopiee, p. 144.
56. ↑  Sopiee, p. 150.
57. ↑  Keith, p. 149.
58. ↑  Goh, Cheng Teik （1994）. Malaysia: Beyond Communal Politics, pp. 36–37. Pelanduk Publications. ISBN 978-967-978-475-6.
59. 1 2  Goh, Jenny （23 July 1997）. "Small spark can create big mess". Straits Times. 的存檔，存档日期2006-03-25.
60. ↑  Ye, p. 143.
61. ↑  Keith, pp. 115–116.
62. ↑  Sopiee, p. 204.
63. ↑  Sopiee, p. 194.
64. ↑  Keith, p. 118.
65. ↑  "'Impossible to co-operate with Singapore while Lee is Premier'" 的存檔，存档日期2005-03-10.. （2 June 1965）. Straits Times.
66. ↑  Khaw, Ambrose （1998）. "This man is making too much noise" 的存檔，存档日期2006-05-22.. Retrieved 11 November 2005.
67. ↑  Keith, p. 124.
68. ↑  Veloo, Ravi （25 Jan. 1997）. "Othman Wok on race relations" 的存檔，存档日期2015-05-02.. Straits Times.
69. ↑  Keith, p. 128.
70. ↑  Lee, Kuan Yew （1998）. The Singapore Story, p. 598. Marshall Cavendish Editions. ISBN 978-981-204-983-4.
71. ↑  Keith, pp. 72–73, 121.
72. ↑  Keith, pp. 179–181.
73. ↑  Lee, p. 620.
74. ↑  Keith, p. 115.
75. ↑  Josey, pp. 269–270.
76. ↑  Lee, pp. 616–617.
77. ↑  Keith, pp. 128–129.
78. ↑  Lee, pp. 612–613.
79. ↑  Ooi, Jeff （2005）. "Perils of the sitting duck". Retrieved 11 November 2005. 的存檔，存档日期2005-11-25.
80. ↑  Hickling, p. 160.
81. ↑  Hwang, pp. 66–67.
82. ↑  Hwang, p. 71.
83. ↑  Hwang, p. 74, 89.
84. ↑  Hwang, p. 75.
85. ↑  Hwang, pp. 77–78.
86. ↑  Khoo, Boo Teik （1995）. Paradoxes of Mahathirism, p. 22. Oxford University Press. ISBN 978-967-65-3094-3.
87. ↑  Maidin, Zainuddin （1994）. The Other Side of Mahathir, pp. 19–21. Utusan Publications & Distributors. ISBN 978-967-61-0486-1.
88. ↑  Means, Gordon P. （1991）. Malaysian Politics: The Second Generation, p. 6. Oxford University Press. ISBN 978-0-19-588988-8.
89. ↑  Kamarudin, Raja Petra （2000）. "A Reporter’s Account of an Interview With Tunku Abdul Rahman On 13 May Incident". Retrieved 10 April 2006. 的存檔，存档日期2006-06-15.
90. ↑  Means, pp. 6–7.
91. ↑  Von Vorys, Karl （1975）. Democracy without Consensus: Communalism and Political Stability in Malaysia, p. 317. Princeton University Press. ISBN 978-0-691-07571-6.
92. ↑  Means, pp. 8–9.
93. ↑  Means, p. 10.
94. ↑  Mohamad, Mahathir bin （1970）. The Malay Dilemma, p. 133. Times Books International. ISBN 978-981-204-355-9.
95. ↑  Mohamad, p. 31.
96. ↑  Mohamad, p. 121.
97. ↑  Mohamad, p. 76.
98. ↑  Khoo, p. 25.
99. ↑  Musa, M. Bakri （1999）. The Malay Dilemma Revisited, p. 113. Merantau Publishers. ISBN 978-1-58348-367-1.
100. ↑  Khoo, p. 105.
101. ↑  Musa, p. 115.
102. ↑  Hwang, p. 80.
103. 1 2 3  Hilley, John. . Zed Books. 2001. ISBN 1-85649-918-9.
104. 1 2  Hwang, p. 113.
105. ↑  Abdullah & Pedersen, p. 53.
106. ↑  Hwang, p. 114.
107. ↑  Musa, pp. 97–100.
108. ↑  Kamarudin, Raja Petra （1 Aug. 2005）. Umno’s relevance lies in Ketuanan Melayu. Malaysia Today. 的存檔，存档日期2006-02-18.
109. ↑  Kamarudin, Raja Petra （26 Sept. 2005）. Article 153 of Malaysia’s Federal Constitution. Malaysia Today. 的存檔，存档日期2006-02-18.
110. ↑  Mohamad, Maznah （1999）. "Can UMNO Survive?" 的存檔，存档日期2012-04-15.. Retrieved 2 February 2006.
111. ↑  Khoo, p. 108.
112. 1 2  Khoo, p. 104– 106.
113. ↑  Trinidade, F.A. & Lee, H.P. （eds., 1986）. The Constitution of Malaysia: Further Perspectives and Developments, pp. 48–49. Penerbit Fajar Bakti. ISBN 978-967-65-0030-4.
114. ↑  Khoo, p. 107.
115. ↑  Emery, Fred （8 Nov. 1969）. "Malaysia unity call against a background of fear", p. 7. The Times.
116. ↑  Hickling, pp. 74–75.
117. ↑  b. Maaruf, Shaharuddin （1984）. Concept of a Hero in Malay Society, p. 122. Eastern Universities Press. ISBN 978-9971-71-204-4.
118. ↑  Means, p. 13.
119. ↑  Hwang, pp. 115, 117.
120. ↑  Musa, p. 81.
121. 1 2  Khoo, p. 35.
122. 1 2  Hwang, pp. 10–11.
123. ↑  Lim, Kit Siang （1978）. Time Bombs in Malaysia, p. 218 （2nd ed.）. Democratic Action Party. No ISBN available.
124. ↑  Hickling, p. 181.
125. ↑  Ye, pp. 34–35.
126. ↑  Khoo, p. 49.
127. ↑  Khoo, p. 24.
128. ↑  Hwang, p. 145.
129. ↑  b. Maaruf, p. 121.
130. ↑  Hwang, pp. 134–135.
131. ↑  Tan, Koon Swan （1982）. Introduction. In Federal Territory MCA Liaison Committee （Ed.）, Malaysian Chinese, pp. vii–xi. Eastern Universities Press. No ISBN available.
132. ↑  Yeoh, Michael Oon Kheng （1982）. The Politics of Under-Representation. In Federal Territory MCA Liaison Committee （Ed.）, Malaysian Chinese, pp. 61–71. Eastern Universities Press. No ISBN available.
133. ↑  Means, pp. 187–189.
134. 1 2  Razak, Aidila. . Malaysiakini. 2009-12-12  [2010-02-10]. （原始内容存档于2010-02-10）.
135. ↑  Hwang, pp. 149–150, 153.
136. 1 2   Hwang, p. 151.
137. ↑  Lim, Kit Siang （2000）. "GPMS' extremist demands - a prelude to escalation of ethnic tensions to justify another Operation Lalang mass crackdown to shore up Mahathir and UMNO’s tottering position?" （页面存档备份，存于）. Retrieved 21 December 2005.
138. ↑  .   [2006-03-18]. （原始内容存档于2006-02-18）.
139. ↑  Hwang, pp. 151–152.
140. ↑  Maidin, pp. 179–180.
141. ↑  Hwang, pp. 153–154.
142. ↑  Hwang, pp. 161–162, 164–165, 168–169.
143. ↑  Hwang, pp. 186, 192–194, 205.
144. ↑  Hwang, pp. 245–246.
145. ↑  Hwang, pp. 246–247, 248–249, 250.
146. ↑  Milne & Mauzy, p. 96.
147. ↑  Hwang, p. 249.
148. ↑  Hwang, pp. 209, 258.
149. ↑  Kamarudin, Raja Petra. "An Analysis of Malaysia's 1999 Tenth General Elections" 的存檔，存档日期2006-09-07.. Retrieved 11 August 2006.
150. ↑  Lim, Guan Eng （2005）. "'Merdeka' Constitution Driving Force Towards National Unity". Retrieved 19 February 2006. 的存檔，存档日期2007-08-21.
151. ↑  Adam, Ramlah binti, Samuri, Abdul Hakim bin & Fadzil, Muslimin bin （2004）. Sejarah Tingkatan 3, p. 45. Dewan Bahasa dan Pustaka. ISBN 978-983-62-8285-9.
152. 1 2  Gatsiounis, Ioannis （2 October 2004）. "Abdullah stirs a hornets' nest" （页面存档备份，存于）. Asia Times.
153. ↑  Ooi, Jeff （2005）. "Social Contract: 'Utusan got the context wrong'". Retrieved 12 November 2005. 的存檔，存档日期2005-10-30.
154. ↑  Badawi, Abdullah Ahmad （2004）."Moving Forward — Towards Excellence". Retrieved 11 November 2005. 的存檔，存档日期2007-09-12.
155. ↑  Yeoh, Oon （4 June 2004）. "Meritocracy: The truth must be well told" 的存檔，存档日期2005-03-16.. The Sun.
156. ↑  Lim, Guan Eng （2004）. "Will qualified non-bumi students be sacrificed by Shafie for his defeat in UMNO?". Retrieved 11 November 2005. 的存檔，存档日期2005-09-07.
157. ↑  Trinidade & Lee, p. 50.
158. ↑  "Johor Umno Says Meritocracy A Form Of Discrimination" （页面存档备份，存于）. （9 July 2005）. BERNAMA.
159. ↑  Noor, Farish A. （2005）. From Majapahit to Putrajaya: Searching for Another Malaysia, p. 241. Silver Fish Books. ISBN 978-983-3221-05-9.
160. 1 2  Ooi, Jeff （2005）. "New controversy: Social Contract and Bangsa Malaysia". Retrieved 12 November 2005. 的存檔，存档日期2005-10-30.
161. ↑  Yusoff, Marzuki & Samah, Nazeri Nong （14 August 2005）. "Kontrak sosial: Kenyataan Keng Yaik bercanggah Perlembagaan Persekutuan" （页面存档备份，存于）. Utusan Malaysia.
162. ↑  Badawi, Abdullah Ahmad （2004）. "The Challenges of Multireligious, Multiethnic and Multicultural Societies". Retrieved 12 November 2005. 的存檔，存档日期2006-02-25.
163. ↑  "Don't Raise Social Contract Issue, Umno Youth Chief Warns" （页面存档备份，存于）. （15 August 2005）. BERNAMA.
164. ↑  Ramly, Rosliwaty （25 Jan. 2006）. Appreciating The Rukun Negara 的存檔，存档日期2007-03-24.. BERNAMA.
165. ↑  "Racial politics. And so, who's to blame?", p. 12. （21 Mar. 2006）. New Straits Times.
166. ↑  Rahim, Lily. The Singapore Dilemma: The Political and Educational Marginality of the Malay Community. New York: Oxford University Press, 1998）, et al.
167. ↑  Lau, Leslie （25 Sept. 2006）. Chinese Malaysians are marginalised: DAP. Straits Times. 的存檔，存档日期2007-10-13.
168. ↑  Ahmad, Reme （4 Oct. 2006）. Reply gets prominent play in Malaysian media. Straits Times. 的存檔，存档日期2006-11-08.
169. ↑  Umno and MCA accept MM's 'apology'. （4 Oct. 2006）. BERNAMA. 的存檔，存档日期2006-11-08.
170. ↑  Ahmad, Abdul Razak & Chow, Kum Hor （22 Oct. 2006）. "The nation's economic pie in perspective", pp. 20–21. New Sunday Times.
171. ↑  Ooi, Jeff （2006）. "Equity share: Is race-based methodology relevant?" 的存檔，存档日期2006-11-08.. Retrieved 5 November 2006.
172. ↑  Beh, Lih Yi （1 Nov. 2006）. Bumi equity hit NEP target 10 years ago （页面存档备份，存于）. Malaysiakini.
173. ↑  Nambiar, Ravi & Nadzmi, Siti Nurbaiyah （6 Nov. 2006）. "Ghani: Bangsa Malaysia is rojak and unacceptable", p. 10. New Straits Times. 的存檔，存档日期2007-10-13.
174. ↑  "'Rejection of concept affects integration efforts'", p. 7. （7 Nov. 2006）. New Straits Times.
175. ↑  Nambiar, Ravi & Nadzmi, Siti Nurbaiyah （7 Nov. 2006）. "No Bangsa Malaysia in Constitution, says Najib", p. 6. New Straits Times.
176. ↑  Tan, Marsha, Teh, Eng Hock, Vijayan, Meera & Zolkepli, Farik （7 Nov. 2006）. Bangsa Malaysia in mind 的存檔，存档日期2007-03-25.. The Star.
177. ↑  Tan, Joceline （26 Nov. 2006）. Hisham: The keris is here to stay. Malaysia Today. 的存檔，存档日期2007-10-14.
178. ↑  Hong, Carolyn. . The Straits Times (Malaysia Today). 2007-10-13  [2007-10-13]. （原始内容存档于2007-10-13）.
179. ↑  Ong, Andrew. . Malaysiakini (Malaysiakini). 2008-04-12  [2008-04-13]. （原始内容存档于2021-02-11）.
180. ↑  . Bernama (Yahoo! Malaysia News). 2008-04-13  [2008-04-13]. （原始内容存档于2011-07-18）.
181. ↑  Madzlan, Azreen. . Malaysiakini. 2008-04-15  [2008-04-15]. （原始内容存档于2008-04-20）.
182. ↑  Kong, See Hoh`. . The Sun. 2008-04-24  [2008-04-24]. （原始内容存档于2008-12-08）.
183. ↑  Chan, Kok Leong. . Malaysiakini. 2008-04-25  [2008-04-29]. （原始内容存档于2008-05-16）.
184. ↑  . The Malaysian Insider. 2008-04-28  [2008-04-29]. （原始内容存档于2008-05-01）.
185. ↑  . The Malaysian Insider. 2008-04-29  [2008-04-29]. （原始内容存档于2008-05-01）.
186. ↑  Ritikos, Jane; Manjit Kaur. . The Star. 2008-04-29  [2008-04-30]. （原始内容存档于2008-05-01）.
187. ↑  . The Malaysian Insider. 2008-05-09  [2008-05-10]. （原始内容存档于2008-05-12）.
188. ↑  . New Straits Times. 2009-03-06  [2009-03-06]. （原始内容存档于2019-01-03）.
189. 1 2  Abdullah Sani, Asrul Hadi. . The Malaysian Insider. 2009-12-07  [2009-12-07]. （原始内容存档于2009-12-12）.
190. ↑  Mustafa Kamal, Shazwan. . The Malaysian Insider. 2009-12-07  [2009-12-07]. （原始内容存档于2009-12-12）.